# Feu de forêt
Pour la peinture de Piero di Cosimo, voir Le Feu de forêt.

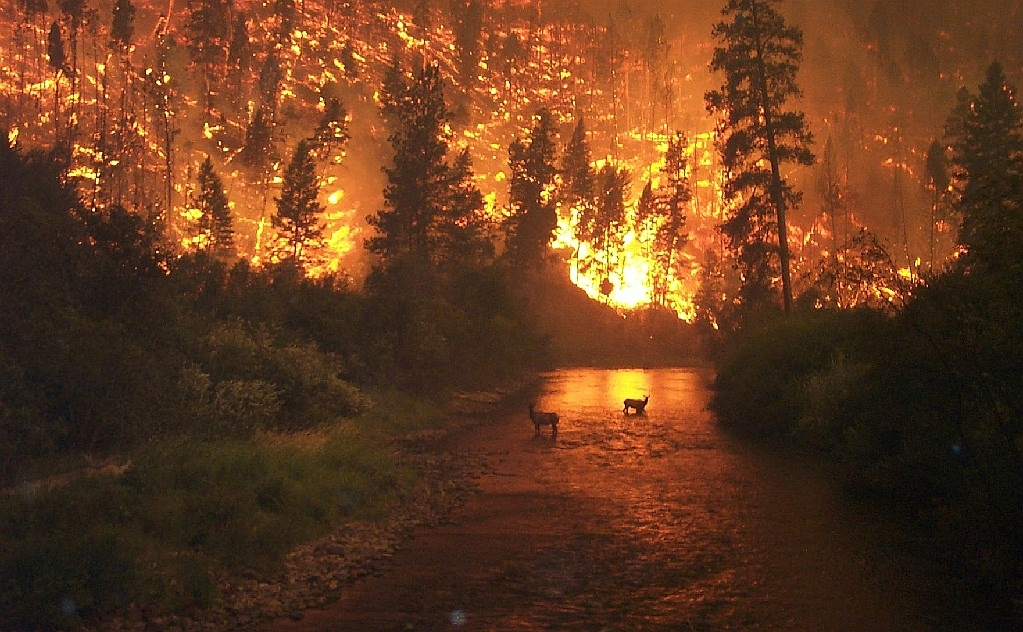
Feu dans la forêt nationale de Bitterroot en 2000 (Montana).

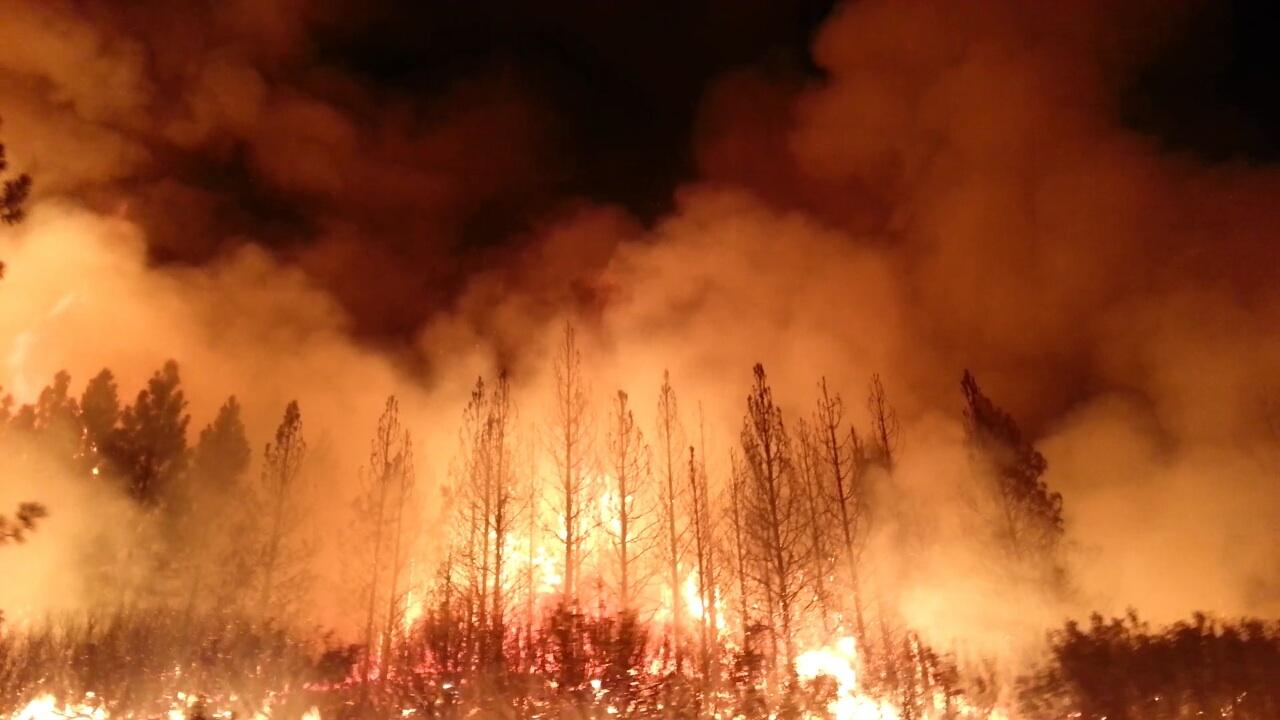
Rim Fire est l'un des plus grands incendies connus en Californie, et le plus important pour la Sierra Nevada ; il détruisit 1041.31 km2 de forêt près du parc national de Yosemite en 2013,.

Un feu de forêt est un incendie qui se propage sur une étendue boisée. Il peut être d'origine naturelle (dû à la foudre ou à une éruption volcanique) ou humaine (intentionnel et criminel ou involontaire et accidentel à partir de feux agricoles ou allumés pour « l'entretien » de layons ou des zones ouvertes pour la chasse par exemple).
Par souci écologique ou de réduction du risque de grands feux, quand le milieu, le contexte et la législation le permettent, on peut localement utiliser des « feux contrôlés ».
L'étude des microcharbons préhistoriques montre que l'humain a joué un rôle dans de nombreux incendies, volontaires ou non, depuis la Préhistoire. Aujourd'hui encore, la plupart des feux sont volontaires (déboisement à fin de mise en culture), voire criminels. Ils ont souvent pour origine une imprudence (barbecue, mégot de cigarette, écobuage) et pas seulement dans les pays secs.
Les grands feux de forêt tuent un grand nombre d'organismes vivants, et leur répétition peut durablement compromettre l'écosystème forestier. Ils génèrent localement et à distance une pollution de l'air, des eaux et des sols et affectent la santé des pompiers (et au-delà la santé publique car leur fumée expose les yeux et les poumons à des concentrations nocives de divers polluants).
Les feux sont à la fois une cause et une conséquence du réchauffement climatique. Selon les estimations satellites de l'Agence spatiale européenne, les feux de forêts produisent entre 25 % et 35 % des émissions de gaz à effet de serre.
L'attention médiatique se porte souvent sur la forêt amazonienne ou les forêts de Bornéo, mais les feux touchent surtout l'Afrique : 70 % des surfaces forestières brulées sont africaines,,,,,, généralement pour l'agriculture sur brûlis, pratiquée depuis près de 12 000 ans.
En 2010, 6 000 communes de France métropolitaine étaient classées à risques et selon le plan national d'adaptation au changement climatique-2 la moitié de la France sera soumise à ce risque en 2050 en raison du réchauffement climatique.
En 2025 au Canada, le gouvernement du Québec met sur pied une Réserve d’intervention d’urgence en sécurité civile composée de 200 réservistes, formés pour intervenir en cas de catastrophes naturelles comme les feux de forêt.

## Histoire
Les éclairs et les volcans sont des sources d'incendies de forêt, dont on trouve des preuves paléontologiques (via les fossiles de plantes rhyniophytoïdes conservés dans les couches de charbon, par exemple dans les Marches galloises) datent au moins du Silurien (−420 millions d'années environ). Des feux de surface couvants et produisant du charbon de bois sont connus avant le début du Dévonien (−405 millions d'années environ) ; à cette époque la teneur de l'air en oxygène était plus basse, et moins propice aux feux (on voit une diminution de l'abondance du charbon de bois),. Des charbons de bois fossilisés suggèrent que les incendies se sont poursuivis pendant tout le carbonifère. Plus tard, avec l'accroissement global du taux d'oxygène de l'air (passé de 13% au Dévonien tardif à 30-31% au Permien supérieur s'est accompagnée d'une répartition plus étendue des incendies de forêt et probablement d'une fréquence accrue. Plus tard, une diminution des dépôts de charbon de bois liés aux incendies de forêt du permien supérieur au trias est expliquée par une diminution des niveaux d'oxygène.
Au Paléozoïque et au Mésozoïque les incendies ont diminué, pour être probablement comparables à ce qu'ils étaient au début de l'Anthropocène, en lien notamment avec les saisons sèches et humides, par exemple dans les forêts de progymnospermes du Dévonien et du Carbonifère. Les archives fossiles des paléopaysages dominés par le Lepidodendron de la période carbonifère présentent des pics calcinés. Les archives fossiles des forêts de gymnospermes du Jurassique témoignent aussi d'incendies fréquents mais légers.
Une augmentation des incendies se manifeste à la fin du Tertiaire ; elle est probablement due à la dispersion sur une partie de la planète d'un nouveau type de graminées (dite en C4), très inflammables, qui ont probablement formé des prairies ou savannes brûlant périodiquement sur des terres antérieurement boisées. Certains habitats propices aux incendies ont sans doute coévolué avec des arbres et autres espèces dites pyrophytes, c'est-à-dire relativement résilients aux incendies (par exemple pour les arbres, des genres Eucalyptus, Pinus et Sequoia, dotés d'une écorce épaisse et peu combustible permettant à ces arbres d'utiliser la sérotinie.
Dans la période récente, notamment après la maîtrise du feu par les premiers humains, les incendies de forêts ont parfois été très importants, à échelle continentale comme en Australie. Des preuves archéologiques, et des témoignages écrits historiques le montrent, y compris pour des périodes récentes dans le nord de la France, par exemple en forêt de Raismes-Saint-Amand-Wallers. Des historiens ont spécifiquement étudié cette question, dont en France Henri Amouric. Les archives montrent un risque relativement cyclique (des décennies relativement calmes succédant à d'autres plus propices aux feux).
Voir aussi Catégorie:Feu de forêt en Europe

## Causes

### Naturelles et humaines
Les services forestiers américains et canadiens ont, les premiers, expérimenté une méthode d'analyse des causes d'incendies de forêt dans les années 1950. Ils ont été suivis en Europe, par le Portugal en 1989, puis par l'Espagne en 1991. Les méthodes de recherche utilisées en Espagne, au Portugal et aux États-Unis ont été adaptées en 2008 au contexte français et mises à disposition des différents acteurs intervenant dans la recherche des causes de départ de feu sous la forme d'un guide de référence.
Une étude réalisée par Irstea à partir des données fournies par Prométhée (une base de données sur les incendies de forêts dans les 15 départements méditerranéens français) entre 1996 et 2006, a permis d'établir des statistiques sur les causes de départs de feux :
- causes inconnues : plus de 30 %
- causes naturelles (la foudre par exemple) : 8 % des causes connues. Cette proportion est beaucoup plus élevée dans d'autres pays où la forêt recouvre un grand territoire, jusqu'à 30 % au Québec[27], avec de grandes surfaces concernées.
- causes humaines :
  - involontaires liées à des actes d'imprudence (jets de mégots) ou à des accidents (circulation en forêt ou en périphérie, lignes électriques, dépôts d'ordures, brûlage de rémanents…) : plus de 50 % des causes connues ;
  - volontaires, comme des actes de pyromanie, de vengeance ou de stratégie politique ou administrative : 39 % des causes connues.

Différentes bases de données répertorient en France et en Europe les données sur les feux déclarés dans les espaces naturels et les forêts, quelle que soit leur surface. "Grâce aux informations collectées sur les feux, les bases de données permettent l'analyse spatio-temporelle du nombre des feux, de la surface brûlée ou des causes de départ de feux. Une meilleure prévention des départs de feu est alors possible". Compte tenu de l'hétérogénéité des données liées aux causes de départ de feux, un travail d'harmonisation a été réalisé 2009, à la demande de l'Union européenne (coordination Irstea et financement JRC). Ces données normalisées sont désormais consultables sur la plateforme EFFIS (European Forest Fire Information System). Au Québec, des données statistiques de feux de forêts classés par cause sont disponibles sur le site de la SOPFEU.

### Conséquences du changement climatique
Le réchauffement climatique exacerbe le risque de feux : les données du satellite Aqua (NASA) montrent une augmentation des nuits chaudes (qui empêchent la formation de rosée), une baisse du taux d'humidité nocturne de la forêt qui se traduisent par un assèchement des sols.
Le groupe de travail 1 du sixième rapport d'évaluation du GIEC, paru de 2021 à 2023, indique avec une confiance moyenne que « les conditions météorologiques qui favorisent les incendies de forêt sont devenues plus probables dans le sud de l'Europe, le nord de l'Eurasie, les États-Unis et l'Australie » au cours du siècle passé,. Il projette en outre avec une confiance élevée que ces conditions favorables seront plus fréquentes dans certaines régions du globe si le réchauffement se poursuit,.
Toujours avec une confiance moyenne, le groupe de travail 2 du GIEC projette qu'avec une hausse de températures de 2 °C depuis la période pré-industrielle, les surfaces brûlées augmenteraient de 35 %, tandis qu'une hausse de la température de 4 °C à l'horizon 2100 conduirait à une hausse de 50 à 70 % des surfaces brûlées et à une hausse de 30 % de la fréquence des feux de forêts,. Il est également projeté avec une confiance moyenne que la multiplication des feux de forêts participe, avec d'autres impacts du changement climatique tels que le dépérissement forestier, les invasions d'insectes ravageurs ou le dégel du pergélisol, à réduire la capacité d'absorption du carbone de certains écosystèmes jusqu'alors puits de carbone et les transforment en émetteurs nets ; il s'agit d'une rétroaction climatique positive susceptible d'accroître encore le réchauffement.
L'accroissement des feux de forêts et de la mortalité des arbres peut en outre réduire l'infiltration des eaux et ainsi favoriser par son ruissellement l'érosion et les inondations, indique le GIEC dans ce même rapport.

## Mécanisme
Lorsque les réserves d'eau du sol sont entre 100 et 30 %, l'évaporation de l'eau des plantes est compensée par l'eau puisée dans la réserve du sol et un peu par le phénomène de rosée. En dessous de ce seuil, la plante ne peut plus s'hydrater, et chez certaines espèces ce sont les essences de la plante qui s'évaporent. En cas de sècheresse prolongée, on a donc d'une part une atmosphère contenant des essences inflammables, et d'autre part des plantes très sèches donc très inflammables.
Les plantes poussant sur des sols siliceux (comme le maquis) sont à ce titre moins exposées que les plantes poussant sur sol calcaire (comme la garrigue).
La fragmentation des forêts par des routes peut diminuer la captation d'eau par les sols et augmenter (presque doublement en montagne) le débit maximum de crue des cours d'eau forestier. En forêt tropicale l'analyse de 14 ans d'imagerie satellite pour de l'est de l'Amazonie a montré que plus la fragmentation anthropique des forêts est importante, plus le risque d'incendie augmente.

Propagation caractéristique d'un feu de forêt en forme d'ellipse.

Une fois déclaré, le feu peut progresser :
- par le bas, en « rampant » (propagation par les broussailles, les débris organiques sur le sol) ;
- par les cimes ;
- par éléments enflammés emportés par le vent ; il peut ainsi « sauter » une zone incombustible comme une route, voire une autoroute.

Sur un terrain plat et avec une végétation homogène, il se propage en forme d'ellipse, dans l'axe du vent. Dans le Sud-Est de la France, on estime qu'il progresse à environ 3 à 8 % de la vitesse du vent selon les terrains (pente, densité et nature de la végétation).
Bien que l'on soit en plein air, il peut se produire dans certains cas un embrasement généralisé éclair (EGE, ou flashover), dû à l'accumulation d'une poche de gaz de pyrolyse ; on peut ainsi voir plus de 50 000 m2 s'embraser instantanément (détails dans l'article sur l'EGE). La variation des températures autour du brasier peut également mener au développement de tourbillons de feu.
En Australie et au Canada, lorsque de gigantesques incendies se déclarent, on peut observer des phénomènes de « sautes de feux ». Des particules enflammées (écorce, feuilles, brindilles, cônes de pins…) sont emportées par des colonnes de convection en avant du front de flammes sur de grandes distances. Elles peuvent alors déclencher un nouveau départ de feu quelques centaines de mètres plus loin. En Europe, les incendies de forêts sont moins puissants et ce phénomène était peu connu, jusqu'à ce que le programme européen Saltus en révèle aussi l'existence, avec un maximum de saute de feu à 2,4 km observé en Espagne.

### L'incendie de sous-sol (tourbe ou charbon)
Il arrive qu'un feu de forêt puisse enflammer le sous-sol composé de tourbe ou de charbon. L'incendie souterrain peut alors couver plusieurs semaines voire plus d'un an et jusqu'à cinq mètres de profondeur dans les régions tropicales ; certains feux ont ainsi pu couver durant la saison des pluies en Indonésie.
Des produits chimiques (système Coalex : coal extinguishment, pour « extinction des feux de houille ou de charbon ») existent, réputés améliorer de 5 à 7 fois les performances de l'eau. Le sol peut être dynamité, et la tourbe ainsi mise à jour enterrée sous du sable mouillé, si possible, en pleine saison des pluies. Un terril boisé contenant du charbon peut aussi entrer en combustion interne et tuer les arbres qui ont poussé dessus, en général sans produire de flammes.

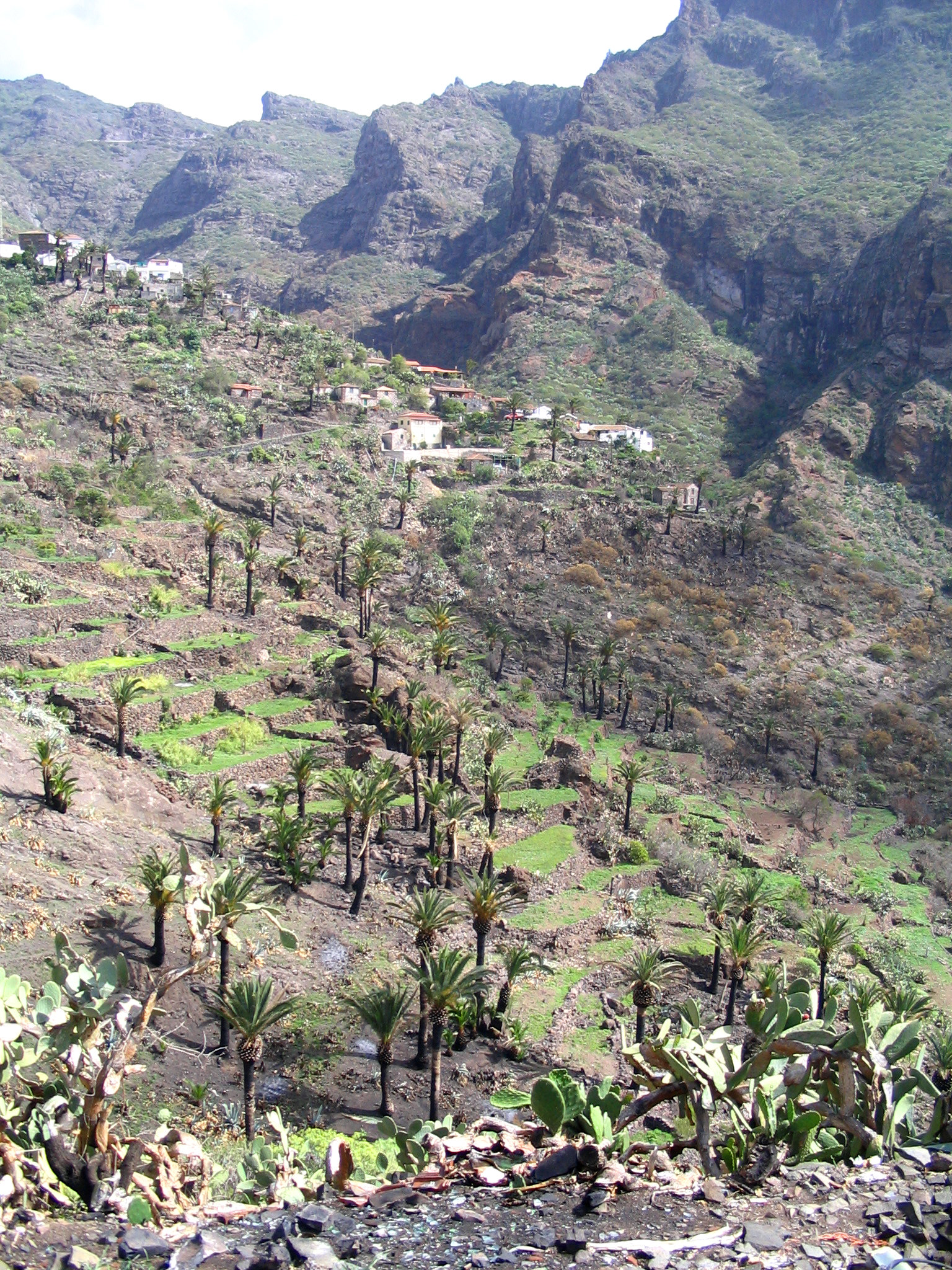
Masca, île de Tenerife, îles Canaries. Les palmiers dattiers, agaves et cactus ont résisté aux incendies de juillet-août 2007. Ils font l'objet depuis lors d'une vaste opération de nettoyage et de reconstitution du paysage.

## Dégâts physiques

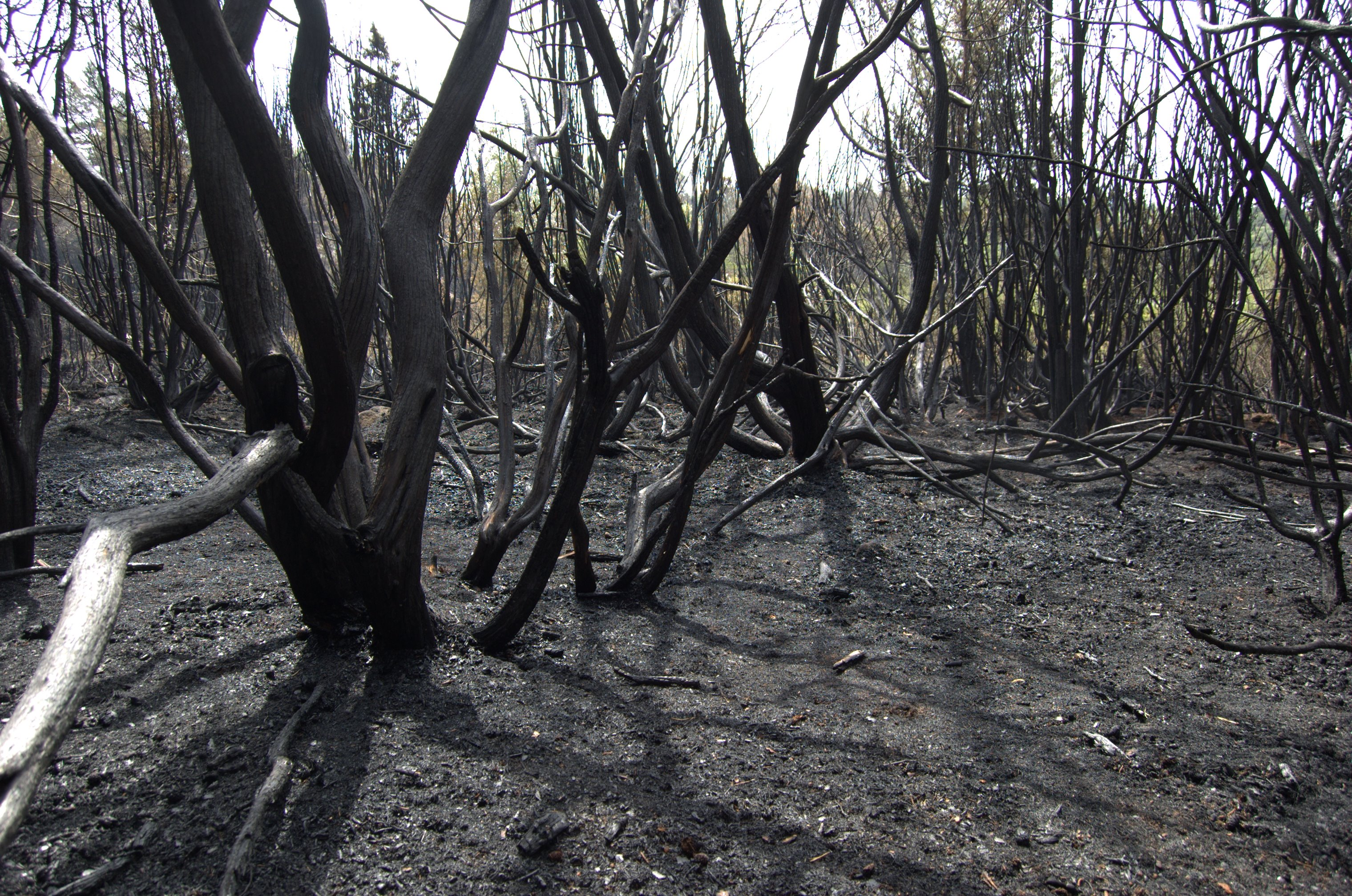
Les feux n'affectent pas que les pays chauds, ils sont fréquents en été dans les zones circumpolaires (ici : Sisjön, près de Göteborg, en Suède).

Effet de l'incendie. Phase de vide, puis reprise de la strate herbacée, des buissons puis retour de la strate arborée, avec leur flore, faune et fonge spécifiques.

### Moyennes annuelles
Chaque année, plus de 60 000 feux de forêt se déclarent en Europe et 8 000 au Canada. Dans le monde 350 millions d'hectares sont touchés par an (six fois la taille de la France ; deux fois plus que trente ans plus tôt, malgré des moyens accrus de lutte). La forêt amazonienne est particulièrement touchée : lors des pires années de sècheresse (2005, 2007 et 2010), la surface parcourue par les feux de sous-bois a même supplanté la déforestation directe par l'humain. En dix ans, 85 500 km2 ont été ainsi détruits, soit presque 3 % du « poumon » amazonien.
Le 20 août 2019, à la suite des nombreux incendies ravageant l'Amazonie, l'INPE a signalé la détection de « 39 194 incendies dans la plus grande forêt tropicale du monde » depuis janvier. Cela représente une augmentation de 77 % du nombre d'incendies par rapport à la même période en 2018.
Surfaces brûlées chaque année (environ ; NB : 1 km² = 100 ha) :
- Israël : 35 km2, soit 0,17 % du territoire
- États-Unis : 17 400 km2, soit 0,18 % du territoire
- France : 300 km2, soit 0,05 % du territoire et 0,16 % de la forêt
- Grèce : 271 km2, soit 0,20 % du territoire total.
- Espagne : 1 570 km2, soit 0,31 % du territoire
- Portugal : 426 km2, soit 0,46 % du territoire (étude menée sur la période 1956-1996 par la FAO)
- Italie : 940 km2, soit 0,31 % du territoire, avec 8 300 feux par an en moyenne (étude menée sur la période 1962–1996 par la FAO)
- Maroc : 30 km2, d'après les statistiques du service des incendies de forêts
- Sibérie : 10 000 km2 en moyenne, mais plus de 30 000 km2 en juin-juillet 2019[44]

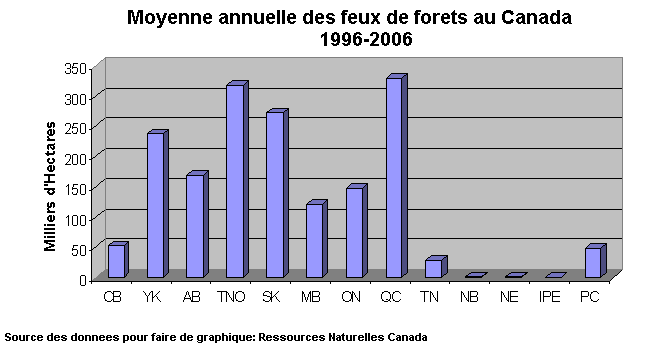
Surface forestière détruite annuellement au Canada par provinces et territoires ; les statistiques montrent de grandes variations régionales dans le risque d'incendie.

- Canada (où toutes les provinces sont très boisées sauf au sud des provinces des Prairies canadiennes et à l'Île-du-Prince-Édouard (IPE), purement agricoles. Au sud du 55e parallèle où le bois est généralement commercialisable, le service de lutte contre les incendies est développé. Au nord, les feux ne sont pas contrôlés, sauf menaces pour les localités. Ainsi, le nombre de feux et leur superficie semblent énormes au Yukon (YK) et aux Territoires du Nord-Ouest (TNO) ; il s'agit de taïga ou de toundra généralement non exploitées. Les surfaces incendiées (cf. graphique) sont absolues (non proportionnelles à la superficie de chaque province).
  - Québec (QC dans le graphique) : en moyenne plus de 800 incendies selon la SOPFEU. La moyenne variant grandement entre les années sèches et celles humides.
  - Autres provinces et territoires sur la carte et non mentionnés ci-dessus :
    - CB : Colombie-Britannique, AB : Alberta, SK : Saskatchewan, MB : Manitoba, ON : Ontario, NB : Nouveau-Brunswick, NE : Nouvelle-Écosse, TN : Terre-Neuve-et-Labrador, PC : Parcs Canada.

### Feux exceptionnels

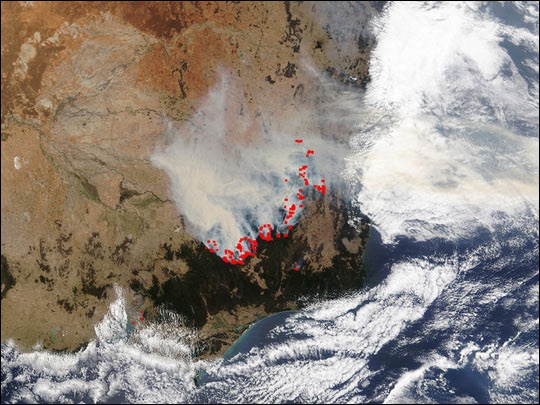
Les feux sont de plus en plus fréquents et importants en Australie et dans le monde, en dépit de moyens de lutte de plus en plus importants.

Les experts prévoient une augmentation mondiale des incendies extrêmes pouvant atteindre 14 % à l’horizon 2030, 30 % d’ici à 2050 et 50 % d’ici à la fin du siècle.
- 1987 :
  - Chine : un incendie détruit 13 000 km2 de forêt d'un seul tenant en un mois[46]. « Il a entraîné une prise de conscience générale qui s'est traduite par des lois sur la protection des forêts et une politique de prévention et de lutte. Les surfaces brûlées ont depuis été divisées par dix[46] ».
- 1991 :
  - Portugal : 1 820 km2, soit 2 % du territoire
- 1993 :
  - Italie : 2 300 km2, soit 0,76 % du territoire
- 1997 :
  - Indonésie : de septembre à novembre, de grands incendies ravagent pendant deux mois les forêts indonésiennes, rejetant suffisamment de fumée dans l'atmosphère pour recouvrir toutes les régions d'un brouillard qui a atteint le sud de la Thaïlande et les Philippines au nord, la Malaisie et Singapour étant particulièrement touchés. Une superficie équivalente à celle du Costa Rica (51 100 km2) a été entièrement rasée. « Les experts s'accordent à reconnaître que les grands incendies de forêt de 1997 et 1998 en Indonésie ont été une catastrophe écologique mondiale »[47],[48].
- 2003 :
  - Portugal : 4 249 km2, soit 4,6 % du territoire ; 20 morts ;
  - France : 740 km2 ; 10 morts ;
- 2005 :
  - Espagne : 1 890 km2 ; 11 morts ;
- 2007 :
  - Grèce : 2 700 km2 ; 80 morts ;
- 2010 :
  - Incendies de forêt en Russie de 2010 : entre juillet et début août, 1 935 km2 soit 0,01 % du territoire[49] ; plus de 30 morts ;
  - Canada : 1 400 km2 ; 0 mort ;
- 2019 :
  - Incendies de forêt en Sibérie (en) : 32 000 km2[50] ;
  - Incendies de forêt en Australie : 85 000 km2 pour la saison 2019-2020, soit 6,3 % des forêts du pays[51].

## Dégâts écologiques

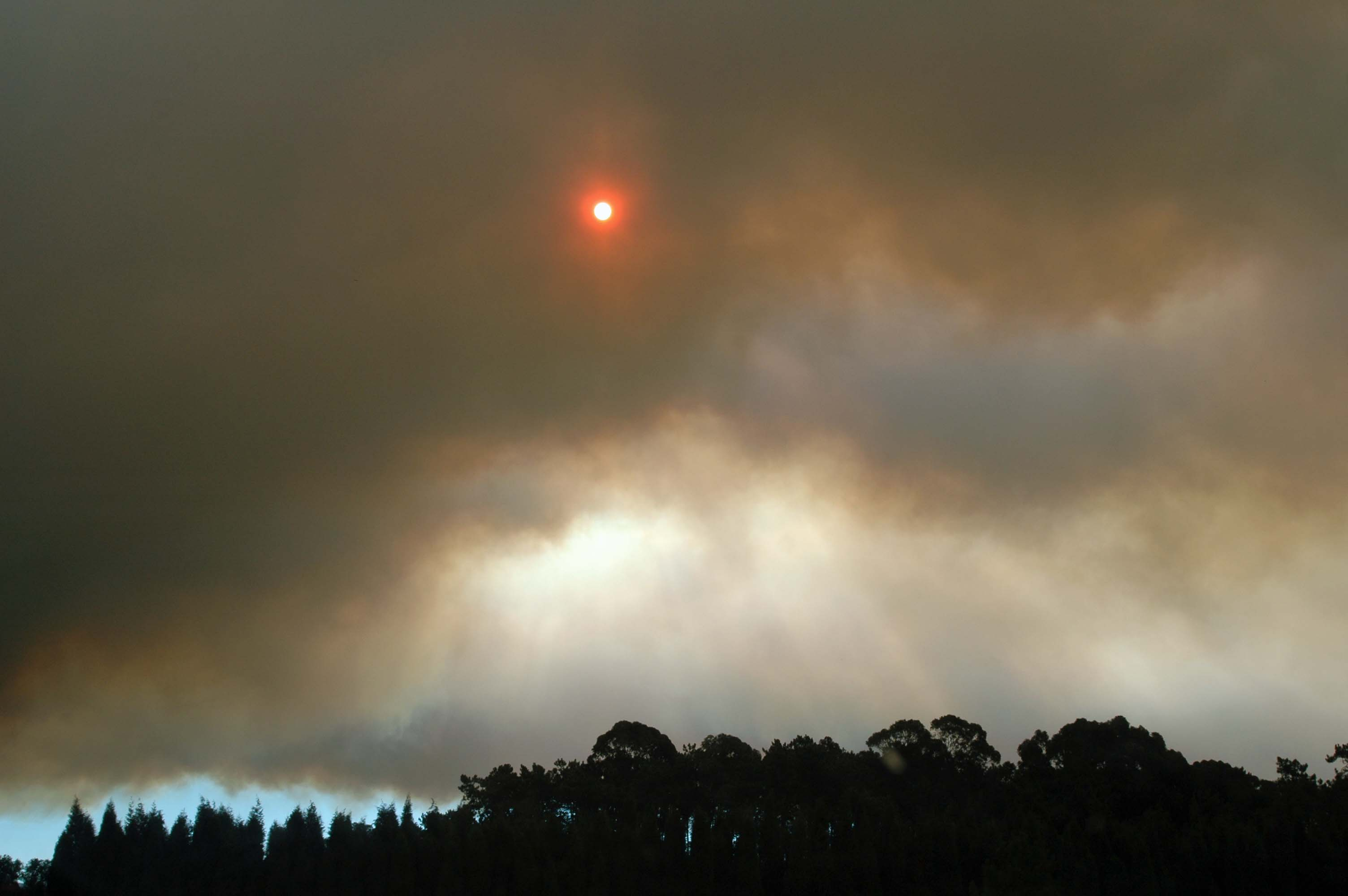
Les rayons UV émis par le soleil (ici voilé par la fumée d'un feu de forêt au Portugal) interagissent avec les aérosols et gaz de combustion pour former une pollution photochimique.

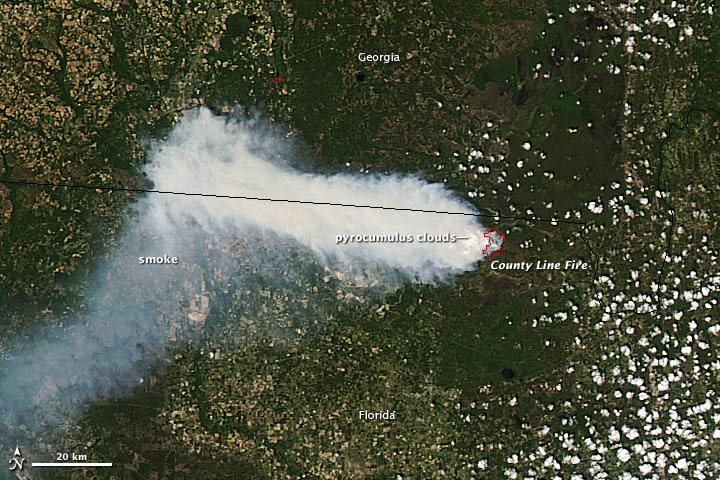
Les fumées modifient la nébulosité et peuvent « créer » des cumulus artificiels dits « Pyrocumulus », ici observé par la NASA au-dessus de la Floride en aval d'un feu.

Des incendies épisodiques déclenchés par la foudre sont - dans une certaine mesure - normaux en forêt ; ils tuent de nombreux organismes fixés ou incapables de fuir. Les écosystèmes y sont adaptés, mais des feux anormalement fréquents et/ou violents ou répétés freinent la régénération des sols et affectent la capacité de résilience écologique de l'écosystème. Ainsi en Asie du Sud-Est, en Afrique et localement en Amérique du Sud, de nombreux feux volontaires contribuent à la déforestation et parfois à la désertification et/ou à des phénomènes graves d'érosion (à Madagascar par exemple).
Les feux de forêt sont aussi d'importantes sources de pollutions, qui varient selon le type de forêt, d'incendie et l'humidité des végétaux.

### Effets sur le sol
Après un incendie, le sol est plus vulnérable à l'érosion par exemple à la suite de la disparition de l'humus, à la formation d'une croûte de « cuisson » du sol, au dépôt d'une couche hydrophobe de cendres qui diminuent la perméabilité du sol,, en l'absence de végétation. 500 à 2 000 tonnes de terres peuvent ainsi être emportées par km2/an, pour un site perdant 10 à 30 tonnes/an en temps normal. L'érosion éolienne du sol brûlé et du tapis de cendres et particules résiduelles deviennent pour plusieurs mois ou années une nouvelle source d'aérosols source de pollution de l'air ou de l'eau (en plus de ceux formés par le feu lui-même). En cas de pluies intenses, les risques de coulées de boue ou d'inondation augmentent. Le puits et le stock de carbone sont dégradés pour plusieurs mois ou années : une grande quantité de carbone et de nutriments sont perdus vers les cours d'eau ou emportés par le vent ; ainsi Gimeno-Garcia et al. (2000) ont mesuré une érosion fortement aggravée 4 mois après des feux expérimentaux en maquis méditerranéen et les zones exposées aux feux les plus intenses perdaient alors encore un peu plus de 4 tonnes de sol par hectare (contre 3,3 environ dans les zones modérément brûlées).
Un autre impact concerne la capacité de régénération du sol, et donc de la forêt, après des feux répétés sur de courts intervalles de temps. C'est ce qu'ont démontré les scientifiques dans le cadre du programme IRISE (2003-2007). Ils ont montré qu'une forêt peut se régénérer si les feux interviennent tous les 25 ans. En revanche ce n'est plus le cas pour deux incendies très rapprochés dans le temps (à moins de 10 ans d'intervalle) ou pour un seuil de quatre feux sur 50 ans. « À ce seuil, on constate la raréfaction d'espèces et de communautés essentielles au fonctionnement de l'écosystème (microfaune et vers de terre), ainsi que la diminution du stock de matière organique et de sa qualité ».

### Effets sur l'eau
Ils varient selon le contexte écopaysager, et selon l'intensité et la durée du feu.
- De manière générale, un premier effet de court terme se manifeste dès les premières fortes pluies : il s'agit d'une brusque accélération des flux des cours d'eau drainant la partie brulée du bassin versant. Cet effet est d'autant plus marqué que la pente, la pluviométrie ou l'imperméabilité du substrat sont fortes. En effet, une forte chaleur au niveau du sol peut le rendre fortement hydrophobique et exacerber l'érosion ou le ruissellement[59]. 
Ainsi Gottfried et al. (2003) ont noté des débits de pointe historiquement élevés après deux incendies de forêt différents. Après l'incendie de Rodeo-Chediski dans le bassin-versant de Stermer Ridge, un débit de pointe (6,6 m3/s) a été 2350 fois plus élevé que le débit de pointe historique avant incendie. L'incendie des forêts de Coon Creek, autre cas d'étude, dans la Sierra Ancha (Arizona), et a provoqué un débit de pointe post-dans ce cas plus de sept fois supérieur au record historique. 
Belillas et Roda dans une autre étude (1993) faite dans les landes du nord-est de l'Espagne a montré que dans ce contexte, le débit annuel moyen des cours d'eau avait augmenté de 36% (moyenne pour les ans ayant suivi l'incendie)[60]. 
Elliott et Parker notent (en 2001) des inondations générées par la dévégétalisation induite par un grave incendie de forêt du centre du Colorado, alors que les pluies n'avaient induit qu'un ruissellement mineur dans les zones périphériques non brûlées[61]. Minshall et al. rapportent en 2001 des résultats comparables au centre de l'Idaho[62]. 
Si l'incendie n'a généré que peu de chaleur (en cas de litière humide et peu combustible au moment du feu par exemple) alors un effet contraire est parfois relevé, comme par Kutiel et Inbar[63] qui en 1993 ont constaté une diminution du ruissellement après l'incendie « modéré » d'une forêt de pins en Israël, cette diminution inattendue peut être liée à un mélange de cendre qui éponge des pluies trop faibles pour induire un lessivage et à un incendie modéré qui n'a fait que brûler la surface de la litière, en conservant la structure du sol, alors qu'une partie des arbres ont conservé leur canopée (qui intercepte les précipitations et/ou en réduit l'intensité au sol selon DeBano (1999)[64]. 
Après les grands feux de forêt qui brûlent indistinctement des végétaux, animaux et champignons, la litière organique et qui cuisent une partie du sol superficiel, les tapis de cendres sont parfois massivement lessivés ou disséminés par les eaux pluviales et le ruissellement (notamment en cas d'orages et de tempête (Lewis, W.M. Jr. 1974, Wondzell and King 2003) et/ou de forte pente par exemple). 
 Ces cendres peuvent alors polluer les cours d'eau récepteurs, voire les eaux de nappe phréatique (en contexte karstique notamment) éventuellement utilisées pour produire de l'eau potable[65]. 
Le bois brûlé peut être source de métaux lourds, de dioxines et d'autres organochlorés. Les effets varient selon le contexte écopaysager, pédologique et géologique (porosité du sol, pH...), et selon que l'on considère les eaux de surface ou les eaux de nappes. 
Une étude américaine a comparé des analyses d'eau potables faites avant et après un grand incendie dans deux bassins versants sources d'eau potable pour de grandes collectivités. Des effets à court terme ont été une augmentation des teneurs en nutriments (carbone organique, phosphates, nitrates), en ions divers (chlore, sels métalliques...) et en particules (après des tempêtes ultérieures au feu)[65]. Dans un cas après un feu dirigé prescrit en Caroline du Sud, après le passage du feu, Lewis (1974) a montré que la pluie a lessivé de très hautes quantité de nitrates et de phosphates : le taux de nitrate du cours d'eau drainant ce bassin versant est ainsi passé (après les premières pluies) de 5,300 mg-N/L à un taux record de 14,000 mg-N/L (quasi-triplement), alors que le taux de phosphates passait lui de 0,077 mg-P/L à 1,033 mg-P/L (multiplié par 13). 
Les teneurs de l'eau en éléments traces métalliques ont également augmenté, mais dans ces deux cas seul le sélénium a dépassé le teneurs maximales imposées par l'EPA (Agence américaine de protection de l'environnement).
- À long terme d'autres effets, retardés, proviennent d'une mobilisation d'éventuels sels ou polluants présents dans la fraction particulaire qui a sédimenté dans les fonds de fossés, ruisseaux, rivières, fleuves ou lacs[65]. Des polluants organiques, organométalliques ou métalliques peuvent alors être dissous dans l'eau et diffusés dans les eaux potables. 
La matière organique servira en partie de source d'énergie à divers microorganismes pouvant être source d'eutrophisation et/ou source de problèmes de goût et d'odeur l'eau du robinet[65],[66]. Des métaux comme l'arsenic et le sélénium ont été détectés dans ces études[65]. 
 Dans certains cas après un incendie étudié en Asie du Sud-Est (Malmer 2004) les taux de nitrates, d'azote total et d'ammoniac étaient respectivement augmentés de 2 970 %, 217 % et 670 %. Les taux de nitrates et d'azote total sont redevenus normaux environ 12 mois après l'incendie, mais le taux d'ammoniac, s'il a diminué aussi, restait néanmoins un an après le feu environ deux fois supérieur à celui mesuré avant le feu[67].

### Pollution de l'air et effets sur la santé
Les feux affectent aussi la santé publique, via l'exposition à des fumées contenant des quantités nocives de polluants (monoxyde de carbone, formaldéhyde, acroléine, métaux, métalloïdes..) affectant les yeux et les voies respiratoires, causant des maux de tête et possiblement des vertiges et des nausées et à long terme, une altération des fonctions respiratoires et un risque accru de cancer. Les forêts sont de plus en plus de cadre naturel à des résidences et divers types de loisir qui peuvent être exposés aux feux avec menaces pour +des vies,.
La pollution de l'air générée par les feux de forêt est un problèmes de santé publique : les fumées exposent des populations à des taux nocifs de monoxyde de carbone, de formaldéhyde, d'acroléine, d'hydrocarbures aromatiques polycycliques (HAP) et autres composés organiques volatils (COV), des goudrons et des suies cancérigènes, et ce d'autant plus que le bois était humide. On suspecte que près des mers (ou après les largages d'eau de mer par des avions bombardiers d'eau), le chlore issus du sel marin produit au contact de la matière organique en feu des organochlorés toxiques tels que dioxines et furanes. L'INERIS a analysé en 2003 les fumées de quelques feux correspondant à une surface débroussaillée de 4 m2, dans une chambre de combustion de 80 m3 surmontée d'une hotte d'extraction des fumées : les émissions de dioxines et furanes étaient en moyenne de 10,5 ng I.TEQ/kg de biomasse brûlée (de 1,0 à 25,9). Dans cette expérience, ce n'est pas la combustion des végétaux collectés près de la mer, mais celle de ceux qui étaient les plus humides qui a produit le plus de polluants (CO, NOx et COVT) et d'organochlorés. Par contre les végétaux très secs s'ils émettaient bien moins de CO et COVT en brûlant, produisaient beaucoup plus de NOx. Mais il ne s'agissait pas dans ce cas d'arbres vivants, et les températures n'atteignaient pas celles des grands incendies. Les taux de PM2.5 sont parfois plus de 15 fois supérieurs à la norme maximale d'exposition sur 24 heures établie par l'EPA (35 microgrammes par mètre cube d'air).
Ces fumées affectent d'abord les yeux et les voies respiratoires. Leur inhalation augmente la production de cortisol, induit un pic de glycémie, qui ensemble dérèglent le rythme cardiaque et rendent le sang plus coagulable. Les muqueuses pulmonaires sont enflammées, rendant la respiration plus difficile. Prunicki a récemment (2019) montré que chez les enfants - même à plus de 100 km du feu de forêt - la fumée inhalée induit d'importants changements dans les biomarqueurs de dysfonctionnement immunitaire et cardiovasculaire.
Ces fumées causent chaque année des dizaines à des centaines de milliers de décès prématurés de par le monde,, via des effets à court termes (toux, maux de tête, vertiges, nausées) et à long terme (altération des fonctions respiratoires et cardiaques, risque accru de certains cancers).

La fumée peut aggraver l'état d'asthmatiques et prédisposer des gens en bonne santé ou fragiles à certaines maladies infectieuses (respiratoires notamment) et/ou exacerber les symptômes inflammatoires aggravant ces maladies (ex : COVID-19, grippe). Une étude statistique récente (2021) a conclu que le taux accru de PM2.5 lié aux incendies de 2020 à Washington et en Californie ou en Oregon était corrélé à environ 19 700 cas supplémentaires de COVID-19 et 750 morts. Des chercheurs ont montré que les particules émises par le bois qui brûle altèrent, dans les cellules épithéliales nasales humaines infectées par le SRAS-CoV-2, l'expression des gènes qui codent la réponse immunitaire contre le virus.
Dans certains cas, le port de masque filtreur est fortement conseillé pour limiter l'inhalation de poussières, de particules fines et de gaz toxiques.
L'imagerie satellitale montrent les panaches d'aérosols denses qui causent une pollution ponctuelle ou chronique parfois jusqu'à plusieurs milliers de kilomètres de leur origine (par exemple dans le cas du Dixie Fire de l'été 2021 en Californie). Avec le dérèglement climatique, ces feux « augmentent en fréquence, en taille et en intensité dans le monde, et les saisons de fumée s'allongent ». Selon Sam Heft-Neal (économiste de l'environnement à l'Université de Stanford, étudiant les risques des incendies de forêt pour la santé) le années 2015-2020 ne sont pas comparables aux 10 à 15 ans précédents « c'est comme un régime de feu totalement différent » ; ainsi la fumée des incendies de l'été noir australien a nuit à des millions de personnes à la fois (80 % de la population a été concernée), causant plusieurs milliers d'hospitalisations et des centaines de décès supplémentaires,. Des effets négatifs sur la santé mentale des australiens ont aussi été constatés.

### Métaux lourds, métalloïdes toxiques et radioactivité
La combustion d'arbres ayant bio-accumulé des métaux lourds ou des radionucléides (par exemple après le passage du nuage radioactif émis lors de la catastrophe de Tchernobyl ou, antérieurement, à la suite des essais nucléaires dans l'atmosphère, ou ayant poussé sur des sols naturellement radioactifs) est source de pollutions métalliques, en métalloïdes ou radioactive, avec de possibles réenvols ou lessivages vers les nappes, zones humides ou cours d'eau. Le plomb (répandu en forêt à la suite de son usage dans les munitions de chasse et de guerre), ainsi que le mercure issu de séquelles de guerre ou de l'orpaillage ou des pluies de mercure circum-polaires, sont particulièrement volatils à des températures très inférieures à celles atteintes par les feux de forêt. L'arsenic quant à lui se sublime à 613 °C sans passer par l'état liquide. Ces produits et leurs composés peuvent exacerber la toxicité des fumées de feux de forêts. Malgré les mesures de préventions et de lutte contre les feux, dans le contexte du dérèglement climatique anthropique, et en particulier de printemps plus précoces, le risque d'exposition à des fumées de feux de forêt grandit.
Les pompiers, particulièrement exposées aux fumées, notamment lors des mégafeux, ont un risque accru de cancer et de pathologies pulmonaires, en raison de leur exposition à des taux significatifs de particules (grossières, mais surtout fines et ultrafines qui représentent plus de 90 % du total des particules inhalables lors d'un feu de forêt) et à diverses substances toxiques (dont hydrocarbures aromatiques polycycliques (HAP), (qui peuvent aussi contaminer l'organisme humain par passage percutané) et métalloïdes qu'on a pu scientifiquement quantifier lors d’incendies contrôlés. Selon une étude récente faite au Portugal touché par des feux globalement de plus en plus graves)  : « les risques cancérogènes estimés associés à l'inhalation de HAP liés aux PM (3,78 × 10−9 − 1,74 × 10−6) et de métaux et métalloïdes (1,50 × 10−2 − 2,37 × 10−2) étaient, respectivement : inférieurs, et 150 à 237 fois supérieurs au niveau de risque acceptable défini par l'[[USEPA<]] pour 210 minutes d'activité de lutte contre les incendies et en supposant une carrière de pompier de 40 ans ».

### Pollution photochimique
Les gaz émis interagissent avec les rayons solaires ultraviolets pour produire une pollution dite photochimique.

### Gaz à effet de serre

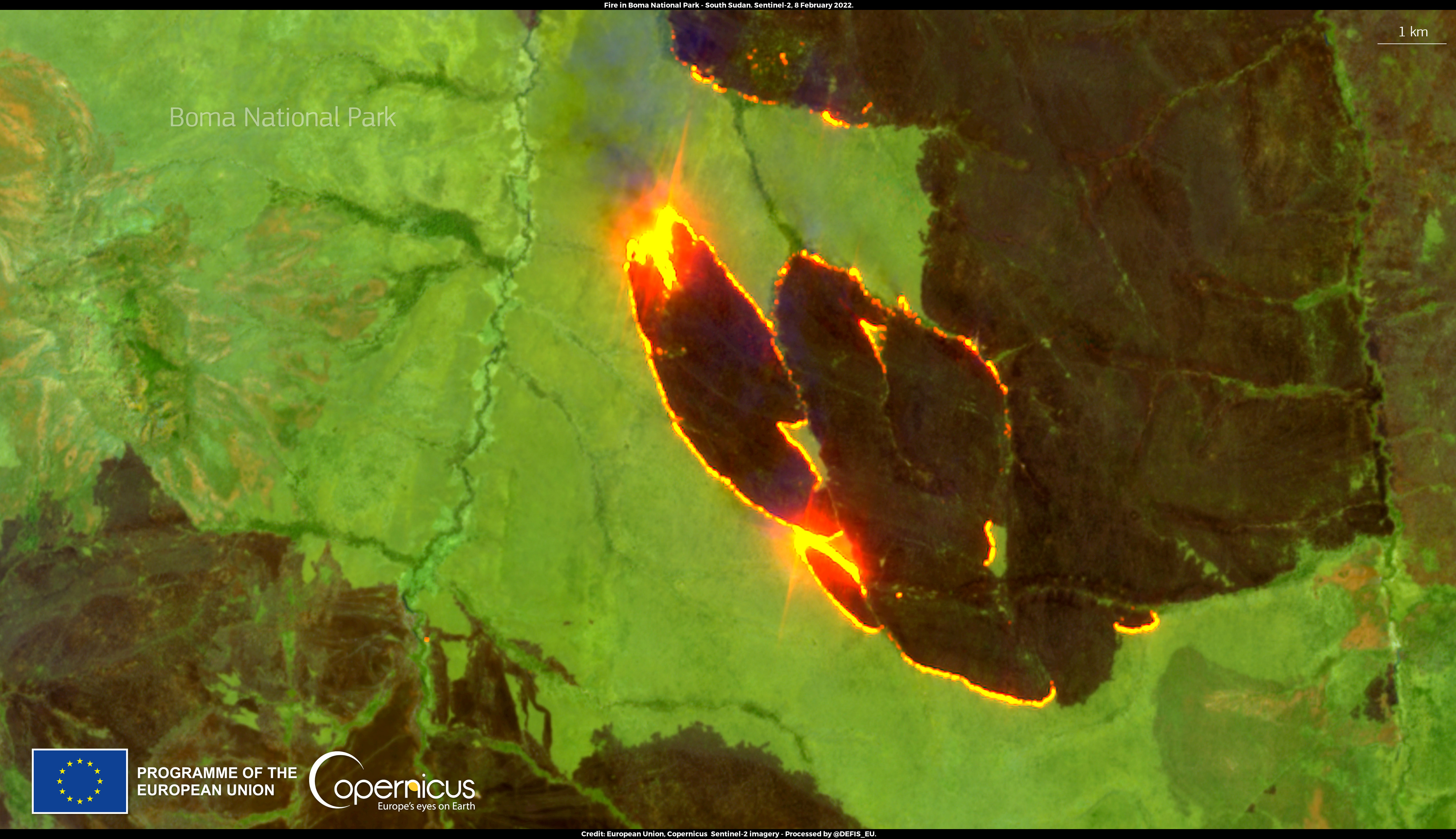
Feux de forêt au Sud-Soudan en 2022 (Photo satellite du programme européen Copernicus.

Les incendies de forêt rejettent de grandes quantités de gaz carbonique, puissant gaz à effet de serre. Selon Greenpeace, les émissions mondiales ont été de 7,7 Gt par an en moyenne entre 1997 et 2017, soit 1,45 fois les émissions des États-Unis.
En décembre 2020, une étude en ligne du Service Copernicus pour la surveillance de l'atmosphère (CAMS), branche du programme européen Copernicus, révèle que, malgré les incendies dévastateurs survenus en 2020, comme ceux qui ont ravagé d'immenses territoires du continent australien, 2020 se solde même par « une nouvelle diminution » des émissions de CO2 liée à ces désastres écologiques. L'année 2020 a été « l'une des plus calmes pour les incendies actifs à l'échelle mondiale » : environ 1 690 Mt de carbone ont été rejetées dans l'atmosphère entre le 1er janvier et le 7 décembre 2020, contre 1 870 Mt en 2019. Ces rejets se situaient à près de 3 000 Mt par an en 2003 ; les experts de Copernicus constatent une « diminution progressive des taux d'émission » qu'ils attribuent « à une meilleure gestion des incendies et à des mesures de mitigation ». Alors que l'activité du feu dans le Sud de l'Afrique tropicale a été très faible en 2020, elle a notablement augmenté en Sibérie, dans le Colorado, la Californie, dans le sud du Brésil (région du Pantanal), en Amérique centrale et surtout en Australie (plus de 400 Mt). Légèrement moins de 1500 Mt de CO2 sont émis en 2022.
De plus, l'incendie favorise le lessivage de la matière organique des sols qui étaient une partie du puits de carbone forestier. Cependant, si la combustion a été lente (en zone humide et pluvieuse), les charbons de bois, incorporés au sol contribueront provisoirement à adsorber et stabiliser certains toxiques, le temps qu'ils soient dégradés par les microbes et champignons du sol, ce qui favorise la restauration du substrat. Ce charbon de bois pourraient ainsi avoir joué un rôle dans certains sols tropicaux pauvres où l'apparition d'un sol anormalement riche et productif, la terra preta leur semble pour partie liée.
En France, même si la plupart des incendies sont anthropiques, en 2018 ces polluants — hormis parfois le CO2 en tant que gaz à effet de serre — ne sont toujours pas comptabilisés dans les cadastres et inventaires nationaux. Pourtant, rien qu'en métropole française, de 1980 à 2000, ce sont 5 218 feux de forêt par an et 30 738 hectares brûlés par an qui ont été sources d'une pollution de l'air non mesurée ni évaluée.

## Prévention et lutte les feux de forêt
Il est généralement préconisé de :

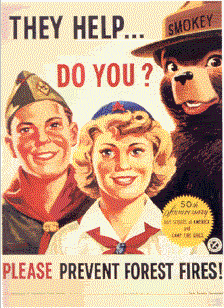
Affiche américaine de prévention des feux de forêt destinée à notamment sensibiliser les scouts.

- respecter la règlementation sur le feu en forêt. En France par exemple, en été, dans les zones soumises à des règlementations spécifiques, l'usage du feu en zone forestière et à moins de 200 m d'une zone de forêt est interdit : feux de camp et écobuages sont prohibés. De même, il est interdit de fumer en forêt lors des périodes de sècheresse ;
- se renseigner (à la mairie) sur les périodes autorisées ;
- ne pas bloquer ni emprunter les pistes réservées aux services de secours. Il est souvent interdit de pratiquer des activités de type motocross, quad et engins motorisés dans des zones forestières non appropriées ; les dégradations des sols peuvent en effet limiter les capacités d'intervention des véhicules de secours et de DFCI. De surcroît, ces activités sont nuisibles à l'environnement.

### Mesures préventives courantes
- Interdire les feux en zone et période de risque ; avec sensibilisation, information mais aussi surveillance policière et répression ; la plupart des départs de feux étant d'origine humaine (résultant d'imprudences pour 23 % des cas expliqués en France), d'où l'importance des messages de prévention ;
- Aménager et débroussailler : Des années 1970 aux années 2000, les autorités ont souvent encouragé ou rendu obligatoire un entretien dirigé des massifs boisés avec obligation de débroussaillement et création d'allées pare-feux (ou « coupe-feux »), qui, à défaut d'empêcher la progression du feu, permettent la progression des engins et assurent des zones de repli. En France, débroussailler est obligatoire sur cinquante mètres autour des maisons particulières et autres édifices. En 2022, un rapport sénatorial français, jugeant la mesure utile, recommande l'application de la législation sur le débroussaillage[97] ;
 hors de la saison sèche (essentiellement en hiver en Europe). Localement des brûlages dirigés sont une alternative aux coupes (feux maîtrisés créant des « coupures » moins inflammables dans la forêt) ;
- Surveiller les zones à risque pour générer des alertes plus précoces : tours de surveillance, postes de vigie et gu et aérien en période critique ; des ballons dirigeables (projet Hellion) ou des drones observant dans l'infrarouge peuvent aussi être utilisés ; depuis 2015, le site feuxdeforet.fr[98] signale, à l'aide d'une communauté de 100 000 personnes, tous les départs de feu en France.
- prépositionnement de moyens : pompiers et camions préventivement postés, réservoirs d'eau « gonflables », bombardiers d'eau en astreinte, soutes pleines pour réduire les délais d'intervention ;
- Évaluation prédictive (modélisation) et cartographie des risques, via notamment par les données satellitaires multisources (spectrographie, Lidar, radar...)[99]. Les images à très haute résolution permet de mieux évaluer l'effectivité du débroussaillement en zones à risques[100]. La modélisation et l'anticipation des incendies, avec par exemple des études menées sur de vastes territoires comme en Amazonie[101]. En France, l'Université de Corse a une équipe de Modélisation du comportement et impacts du feu[102]. 
Le recours à l'intelligence artificielle pour améliorer les modèles prédictifs du risque de feux[103] (ainsi l'ONG Hand (Hackers Against Natural Disasters), après avoir étudié le risque de tsunamis aux Antilles a élaboré en 2018 des codes open source utiles à la modélisation des feux de forêt dans le sud de la France). Dans les années 2020, les progrès de l'IA ont permis de mieux intégrer dans les modèles prédictifs les données satellitales (ex : profondeur optique de la végétation, fluorescence solaire... reliées à des variables clés du risque d'inflammation des combustibles naturels), via des algorithmes d'apprentissage automatique basé sur les arbres de décision. En 2025, les prédictions restent cependant meilleures pour les régions à cycles phénologiques marqués (ex : savanes, cultures) mais le risque pour les zones de canopées denses ou de végétation clairsemée est encore mal appréhendé par l'IA[104] ;
- La prévision météorologique : les organismes de surveillance météorologique (par exemple Météo-France) jouent un rôle capital en signalant les moments où les risques sont maximaux (temps sec et venteux). En 1976, le Canada a développé un modèle empirique de calcul de risque ; la France s'en est inspirée pour le calcul de l'indice forêt météo (IFM) qui quantifie le risque. Différents modèles informatiques existent pour l'aide à la gestion du risque d'incendie.
- Analyser : température, hygrométrie, vent, état des sols et de la végétation (données en France collectées et centralisées à Bordeaux pour le sud-ouest, et à Valabre pour le sud-est) ; Le Winchester Mountain Fire Lookout, une tour de guet de surveillance des incendies de forêt, dans l'État de Washington (États-Unis).

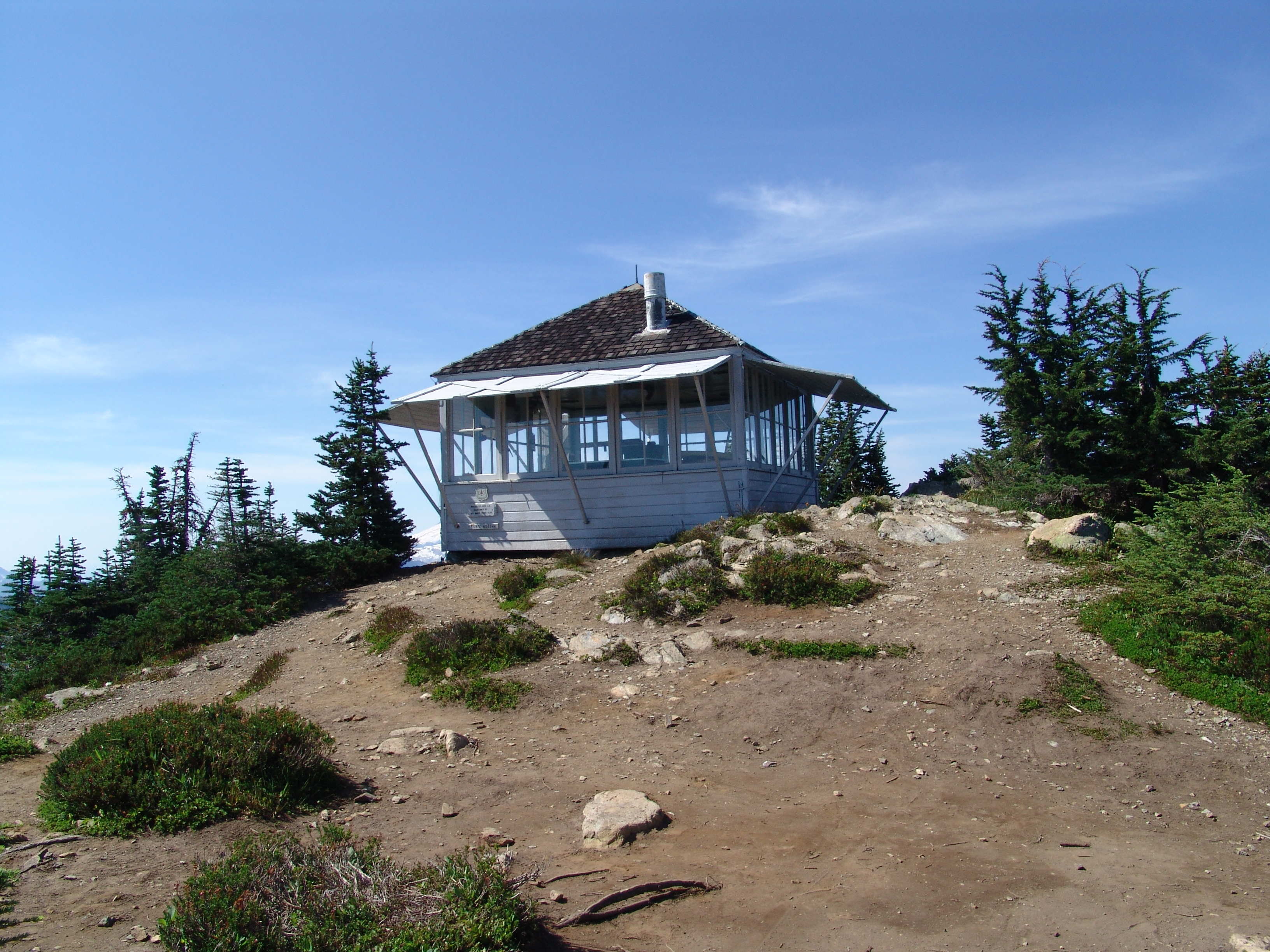
Le Winchester Mountain Fire Lookout, une tour de guet de surveillance des incendies de forêt, dans l'État de Washington (États-Unis).

- L'établissement de plans d'intervention et d'engagement de moyens adaptés au contexte (ex : en France, la forêt des Landes de Gascogne (10 000 km2) n'exige pas les mêmes moyens que le massif des Maures (335 km2) ; ce dernier, bien que plus petit, est en effet plus exposé et sujet à des conséquence bien plus importantes. De plus, dans Landes, les exigences d'entretien correspondent aux intérêts économiques (exploitation d'une forêt artificielle de pins des Landes). Dans les Maures, l'entretien se heurte à des intérêts plus conflictuels : lobby des chasseurs qui s'oppose au débroussaillement (les sous-bois abritant des sangliers)[réf. nécessaire], les maires qui autorisent les constructions d'habitations isolées pour attirer des capitaux, l'abandon du chêne-liège au profit du pin, plus rentable mais réputé plus facilement inflammable… En zone sub-sahélienne, le moment où il faudrait entretenir les pare-feux est celui où les agriculteurs et villageois sont le plus occupés aux champs.

### Aménagement du territoire
En France, les plans locaux d'urbanisme, les plans de prévention des risques naturels... peuvent contribuer à réduire le risque en limitant l'habitat isolé en forêt et en imposant des règles d'entretien entre la forêt et la ville.
D'autres politiques sont quant à elles favorables à la prévention du risque incendies. C'est le cas par exemple des politiques favorisant le maintien ou la réactivation de l'agriculture (qui permet de fragmenter les grands espaces forestiers) ou encore l'exploitation et la valorisation forestière pour le bois.

Exemple de cartographie des interfaces habitats-forêts : le code couleur correspond aux différents types d'interfaces.

Un autre volet important de la prévention concerne la surveillance des interfaces habitats-forêts, matérialisées par les zones de contact entre les surfaces naturelles et les milieux urbanisés, car ce sont des zones privilégiées de départ de feux. Or, dans un contexte de pression urbaine croissante et d'accumulation de biomasse combustible importante à l'abandon de terres agricoles et à la sous-exploitation forestière, ces interfaces se multiplient et deviennent une véritable préoccupation pour la gestion du risque d'incendie de forêt.
Depuis 2010, la connaissance de ces interfaces s'est considérablement renforcée, notamment en France avec la mise à disposition des acteurs de l'aménagement des territoires de différents outils pour les cartographier. C'est le cas d'un logiciel de calcul des interfaces habitat-forêt, dont la première version française WUImap a été transmise dès 2010 à toutes les DREAL, puis adaptée à l'échelle européenne. La version élargie du logiciel permet de présenter trois types de cartes allant de l'échelle locale à l'échelle d'un département voire d'une région. Les cartes produites permettent par exemple d'évaluer la vulnérabilité d'un bâti, la faisabilité de nouveaux projets (implantation d'un nouveau centre commercial, extension d'une école, etc.) ou encore de contrôler le débroussaillement.
En 2016, des préconisations de végétaux ornementaux pour les interfaces habitats-forêts ont été réunies dans un guide en accès libre. Après les incendies de l'été 2017 du sud-est de la France, les experts d'Irstea, y préconisent une règlementation sur les végétaux ornementaux, à l'instar de l'obligation de débroussailler arrêtée dans les années 1990.

### Approches préventives nouvelles
Depuis la fin du XXe siècle, malgré les mesures de lutte et de surveillance, les feux de forêt touchant de vastes surfaces (plus de 1 000 hectares) augmentent en fréquence et en gravité. Le facteur climatique ne semblant pas être le seul en jeu, des études ont cherché à lister les facteurs (biotiques ou abiotiques) favorisant ou aggravant ces grands incendies. On étudie aussi les facteurs ayant permis à certains îlots forestiers de ne pas brûler au sein de ces grandes surfaces. L'étude des zones épargnées par un vaste incendie (de 1998) dans le nord-est de l'Espagne a mis en évidence l'importance de divers facteurs microclimatiques, ainsi que de la qualité de la couverture végétale du sol, de la pente et de son exposition, de la structure du peuplement. Cette étude a montré l'importance déterminante de la qualité de la couverture végétale du sol : les îlots épargnés par le feu sont plus fréquents là où la forêt est la moins fragmentée. Une des conclusions de ce travail est que contrairement à une idée répandue, les coupe-feux peuvent faciliter ou accélérer la propagation du feu, de même que des lisières linéaires et artificielles, et qu'il faudrait défragmenter les forêts et restaurer l'intégrité écologique de ces milieux.
Une étude de 2009 montre qu'en zone boréale, la régénération post-incendie se fait mieux, et avec plus de biodiversité, quand il n'y a pas eu de coupes rases avant l'incendie.
Des scientifiques invitent à adapter les forêts au risque incendie par des choix d'espèces adaptées au feu et à la sècheresse, des modes de gestion limitant les dépérissements et les maladies en préférant, par exemple, les forêts mélangées à pin et chênes aux pinèdes pures. À la suite des feux de forêt de 2022 en Gironde, Thomas Brail, fondateur du Groupe national de surveillance des arbres, enjoint de cesser les plantations de résineux, plus lucratives, mais très inflammables.
Depuis 2014, en France, un site internet recense les départs de feu et assure un suivi un temps réel. En 2017, l'application mobile "Feux de forêt" a été lancée sur iOS et Android. D'après l'éditeur, la même année, les alertes envoyées par l'application mobile ont été lues plus de 4,5 millions de fois[réf. nécessaire].

### Lutte contre l'incendie
La lutte contre les feux de forêt fait appel à trois types d'intervenants :
- les forestiers qui assurent une surveillance peuvent procéder à des coupes préventives voire des feux préventifs sur la trajectoire d'un incendie en cours, notamment dans les régions où l'eau est rare ;
- les sapeurs-pompiers et les sapeurs-sauveteurs des Unités d'instruction et d'intervention de la sécurité civile qui sont engagés sur le terrain ;
- les moyens aériens bombardiers d'eau : avions bombardier d'eau (ABE) et hélicoptères bombardiers d'eau (HBE).

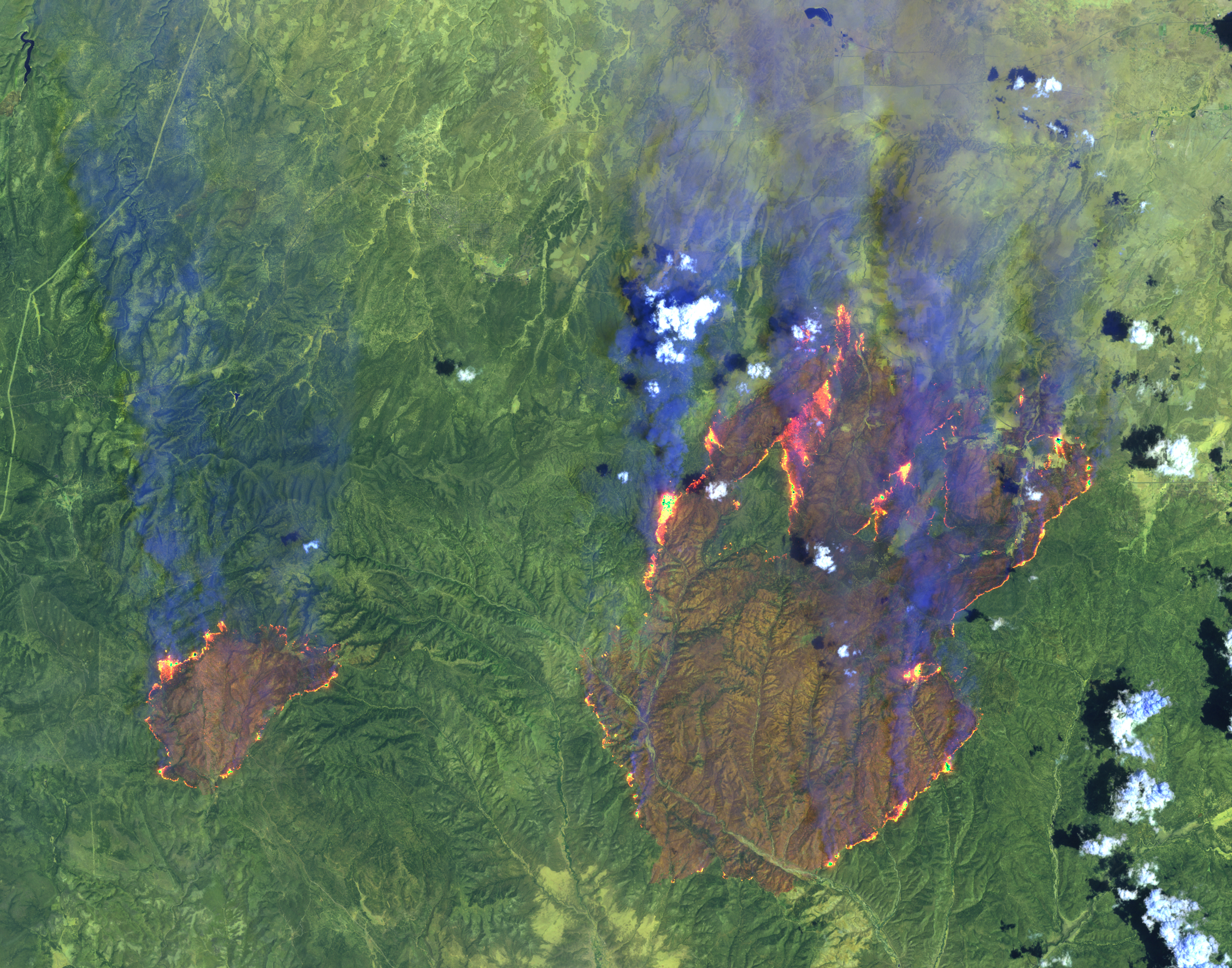
L'imagerie satellitaire permet de mieux suivre les incendies (ici aux États-Unis) et lutter contre eux.
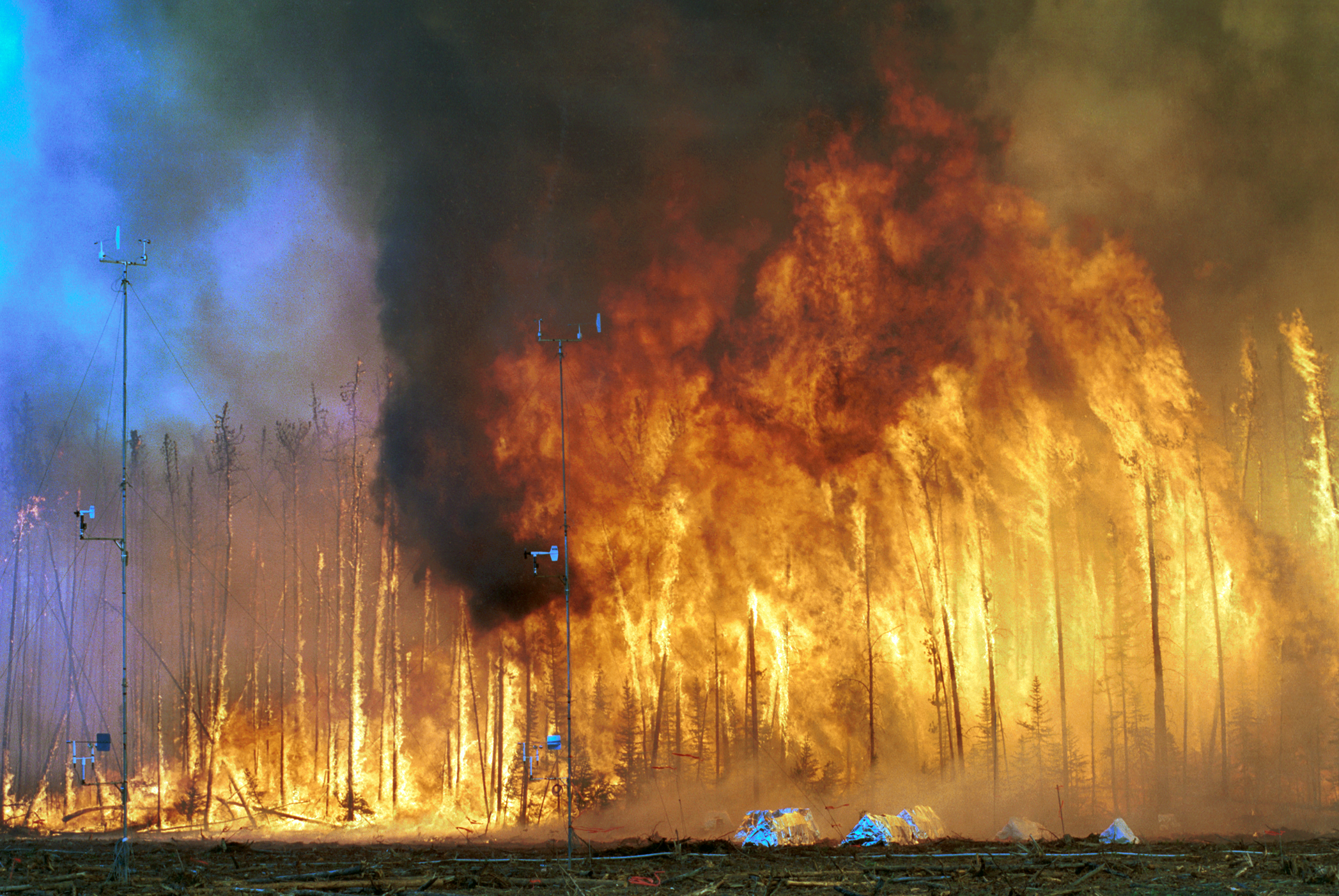
Des scientifiques ont équipé un site de capteurs pour y étudier le feu afin d'en comprendre les processus pour mieux les maîtriser.
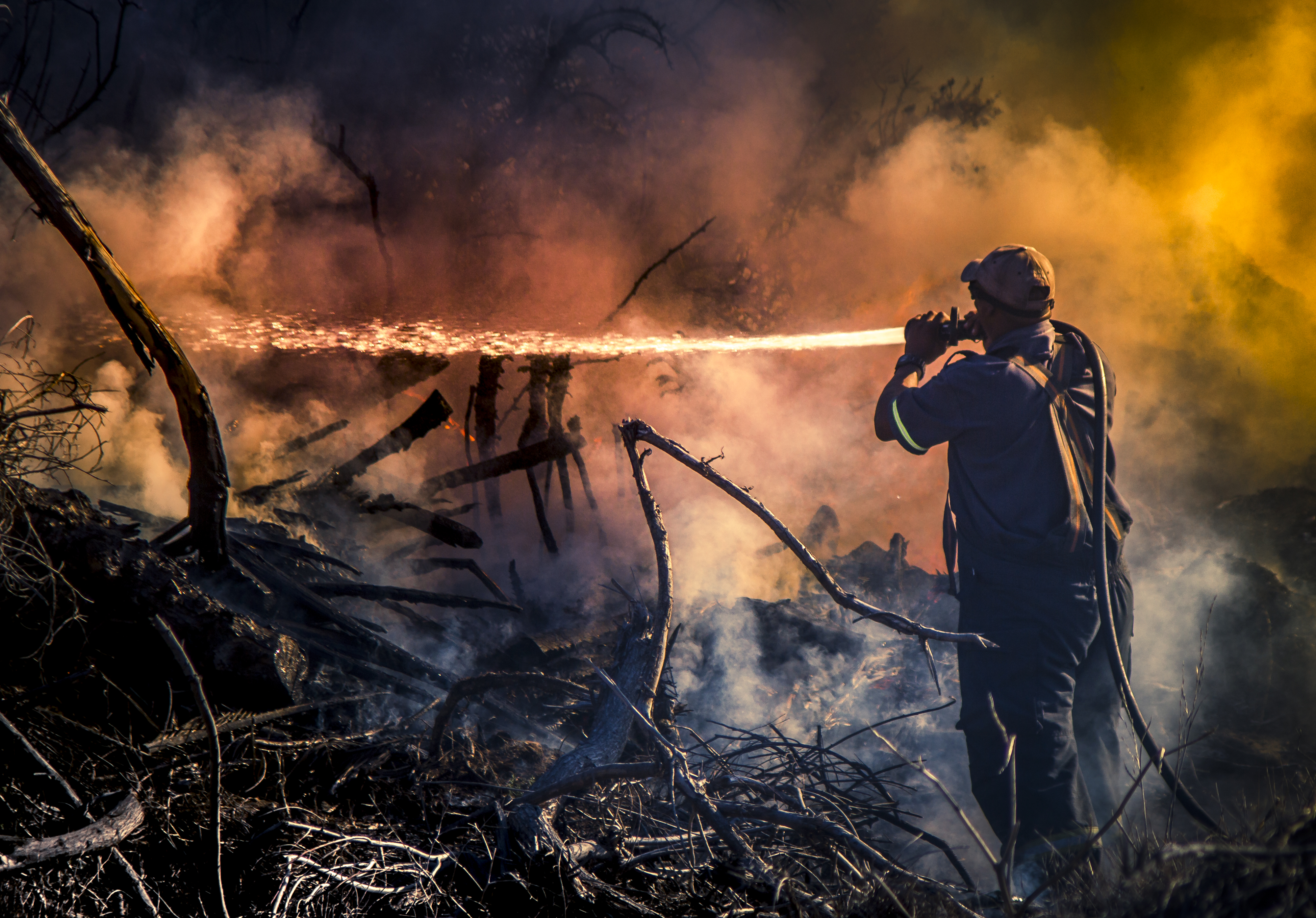
Un pompier à la lutte contre un incendie de forêt vers Aston Bay en Afrique du Sud. Mars 2017.

Il est impossible de directement éteindre un feu de forêt avec les moyens hydrauliques. Les équipes au sol et/ou des avions ou hélicoptères bombardiers d'eau attaquent généralement les fronts gauche et droit pour resserrer la tête et canaliser la propagation. Le largage aérien d'eau ne peut se faire au-dessus du personnel ; une dizaine de tonnes d'eau pouvant causer de graves blessures. La coordination radio est donc indispensable entre les équipes au sol et les équipes aériennes. quand l'équipe au sol entend un moteur, elle lève la lance pour signaler sa présence aux pilotes et éviter les accidents.
L'eau est larguée seule ou avec des additifs ; des « retardants » largués sur la végétation voisine du feu évitent l'extension du sinistre (retardant dit « à long terme »). Il s'agit de polyphosphate d'ammonium additionné d'oxyde de fer qui lui donne une couleur rouge, il inhibe les réactions d'oxydation : la combustion dégage moins d'énergie, donc elle se propage moins vite. On utilise également fréquemment un tensioactif ou « agent mouillant » : en diminuant la tension superficielle de l'eau, celle-ci peut passer la couche grasse qui recouvre la végétation (le tensioactif agit à l'instar d'un savon), et par ailleurs, l'eau forme une pellicule plus fine, mais plus étendue, sur la végétation.
Manœuvre de « défense des points sensibles » (DPS) : les populations sont évacuées et/ou invitées à protéger les habitations, en :
- rentrant les véhicules au garage, ou les mettant contre la façade opposée au sens du vent ;
- fermant les volets et les fenêtres ;
- arrosant les habitations pour limiter l'échauffement par radiation ;
- établissent quand c'est possible un « front d'eau » face au feu pour que celui-ci contourne l'habitation.

Défendre une habitation unique nécessite typiquement quatre véhicules. Les habitations isolées en forêt posent donc de gros problèmes. Certaines entreprises proposent des arroseurs fixes à poser sur les maisons, de type gicleur.
Certains pays, comme les États-Unis, pratiquent souvent des contre-feux : en brûlant une partie de la végétation de manière contrôlée, on prive le feu de carburant quand il arrive. Mais, outre que le feu peut « sauter » la zone, le contre-feu peut échapper au contrôle et devenir un nouveau foyer. Parfois des zones coupe-feu sont pratiquées en urgence, au bulldozer dans le même but.

### Maitrise d'un incendie
On dit qu'un incendie est :
1. contenu, quand sa progression est stoppée, au moins temporairement[115] ;
2. fixé, lorsque sa propagation est stoppée[116] ;
3. maitrisé, quand il n'y a plus de hautes flammes ;
4. circonscrit, quand des mesures sont prises sur l'ensemble de la périphérie pour éviter toute reprise[117] ;
5. noyé, quand il n'y a plus aucun point incandescent (braise ou fumerole) ;
6. éteint, quand il n'y plus de points chauds.

Par souci écologique, quand le milieu, le contexte et la législation le permettent, on peut localement utiliser des « feux contrôlés » pour :
- brûler une zone à haut risque d'incendie avant qu'elle ne soit trop sèche ;
- entretenir certains habitats nécessaires à certaines espèces qui nécessitent des feux (quelques rares espèces dites pyrophiles, insectes (ex : Melanophila cuspidata (pt) et Melanophila acuminata (en)) et champignons (ex, en France métropolitaine : Geopyxis carbonaria (en), Ascobolus carbonarius (en), Peziza petersii (en) ou Pyronema omphalodes (es)) dépendent du bois brûlé) ;
- restaurer la diversité écopaysagère de certains milieux devenus très homogènes afin d'y restaurer un habitat pour les espèces pionnières.

## Enjeux par pays

### Feux de forêt en France

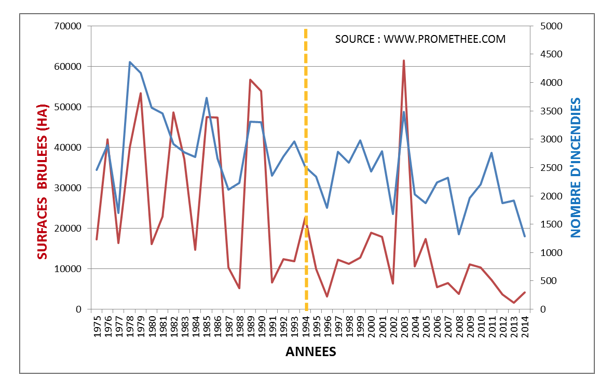
Évolution des surfaces forestières incendiées et du nombre de feux survenus dans le sud est de la France de 1973 à 2014 (données issues de la base Prométhée)

La forêt en France métropolitaine représente 31 % du territoire avec 16 900 000 ha. Depuis 1973, plus de 1,1 million d'hectares ont brûlé en France, dont près du tiers en Corse. Entre 1980 et 2018, 4663 feux de forêts sont enregistrés en moyenne chaque année en France. Les deux tiers de la surface annuelle détruites se trouvent en zone méditerranéenne, soit 10 000 des 15 000 hectares détruits en 2019.
À partir de 1992 et à la suite des grands incendies dans le sud-est de la France, une nouvelle politique et stratégie de prévention et de lutte a été mise en place, prônant notamment une attaque massive des feux naissants. Une étude menée en 2017 a montré l'efficacité de cette approche avec une réduction de 25 % des départs de feu et de 60 % des surfaces brûlées entre deux périodes de 20 ans (1975-1994 par rapport à 1995-2014), alors que les conditions favorables au départ d'incendies étaient en hausse. Ces résultats sont cependant à nuancer dans un contexte de météorologie avec des épisodes chauds et secs qui engendre une "nouvelle génération d'incendies", comme l'ont démontré les feux très intenses de 2003, 2016 et 2017. Parmi les autres effets attendus des changements globaux (liés au climat, à l'occupation du sol, l'urbanisation...), on observe une remontée des départs de feux en altitude et dans l'arrière-pays ainsi qu'une extension de la saison à risque.
D'ici à 2050, 50% des forêts métropolitaines pourraient être concernées par un risque incendie élevé, contre un tiers en 2010.

### Feux de forêt au Québec
Au Canada, la province est responsable de la protection de ses forêts. Au Québec la SOPFEU est chargé de la prévention, la détection et l'extinction des feux de forêt. L'organisation est similaire à celle de la France.
Par exemple, la région du Nord Est de l'Alberta a été touchée par un feu important qui brûle près de 3 000 hectares de forêts.

### Feux de forêt en Indonésie
Depuis les années 1980, les incendies de végétation deviennent un grave problème en Indonésie ; ainsi environ 3,6 millions d'hectares de forêts de province de Kalimantan oriental on brûlé, fait sans précédent historique, et d'autres feux sont régulièrement signalés dont l'un des plus importants fut celui de 1997 perdurant jusqu'en 1998 sur plus de 400 000 hectares, causé par la sècheresse sévissant à cette période en Asie du Sud-Est, elle-même provoquée par une oscillation d'un courant de l'océan Pacifique dénommée « El Niño ». Cette anomalie climatique forme une énorme masse d'air chaude produisant des dérèglements à grande échelle, et dans ce cas-ci, des extrêmes sècheresses. Alors que l'impact des incendies de végétation de 1982-1983, 1987, 1991 et 1994 s'était limité à des échelles locales, ceux de 1997 ont affecté une région très vaste » (FAO, 2001, p. 295). La pollution (fumées et brumes sèches) a touché les pays voisins,avec d'importants dommages sanitaires, environnementaux et pour l'agriculture, notamment pour la biodiversité et le réchauffement climatique. Les provinces de Sumatra du Sud et de Kalimantan central ont été les plus gravement touchées, notamment par les feux de tourbe des marais ainsi que par les feux de houille, qui ont libéré de l'oxyde de soufre et de l'oxyde nitreux, affectant sérieusement la santé humaine, mais plus de vingt millions de personnes d'Asie du Sud-Est ont souffert d'affections respiratoires, d'asthme et d'irritations des yeux.
Plus de 90 000 hectares de forêt ont brûlé dans dix-neuf zones de conservation, dont des réserves appartenant au patrimoine mondial et parmi les plus riches du monde en matière de biodiversité. Une grande diversité d'animaux sauvages, d'espèces végétales et d'écosystèmes forestiers uniques, protégés par la législation nationale, voire internationale, a péri dans le feu.
La fumée a notablement réduit l'activité photosynthétique, et plus d'un milliard de tonnes de dioxyde de carbone ont été relâchés dans l'atmosphère à cause des incendies. Dès lors, ce phénomène néfaste contribue au réchauffement de la planète.
En forêt ombrophile, l'une des pires conséquences écologiques du feu est la forte probabilité que surviennent de nouveaux incendies dans les années suivantes : à mesure que les arbres morts tombent, ils causent des trouées dans la forêt où le soleil peut s'infiltrer et dès lors, dessécher la végétation, et où les combustibles s'accumulent.  « Les feux répétés sont destructifs car ils représentent un facteur clé dans l'appauvrissement de la diversité biologique des écosystèmes de forêt ombrophile ». Néanmoins, selon Johann G. Goldammer (FAO, 2003)  « supprimer » les incendies, qu'ils soient naturels ou d'origine humaine, n'est pas envisageable et à long terme pourrait provoquer des conséquences encore plus néfastes, notamment par l'accumulation de combustibles qui, lorsqu'ils s'enflammeront inévitablement, causeront des incendies d'une grande intensité. Il faut donc diminuer la fragilité croissante des écosystèmes et des populations humaines vis-à-vis des incendies incontrôlés, ainsi que l'usage inadéquat et abusif du feu pour modifier le couvert végétal. Pour formuler des politiques éclairées, il faudrait définir les soucis posés par les incendies au sein des régions, les synthétiser au niveau mondial, et comprendre le rôle que les impacts des incendies jouent dans les processus de changement mondiaux.

### Feux de forêt en Espagne
L'été 2003, caniculaire, a connu des incendies de forêt extrêmement intenses. Cette année-là, l'Espagne a été le deuxième pays le plus touché du Sud-ouest de l'Europe. Néanmoins, la situation n'était pas exceptionnelle ; en effet, de 1993 à 1994, le bilan était pire. Les incendies d'octobre 2017 sur la péninsule ibérique ont touché une grande partie des régions espagnoles de Galice, d'Asturies et de Castille-et-León, et la quasi-totalité du nord et du centre du Portugal. Entre le vendredi 13 octobre et le dimanche 18, 156 incendies affectèrent l'Espagne et 523 au Portugal.
Dans la région méditerranéenne, 92 à 98 % des feux de forêt sont d'origine anthropique, par négligence ou malveillance (qui porte en elle des enjeux économiques et des conflits pour le contrôle de l'espace). Les autres origines sont climatiques et biologiques. Les aléas météorologiques (coup de chaleur, vent violent…) peuvent entraîner la propagation du feu. Selon les projections effectuées par le GIEC concernant l'impact du réchauffement climatique sur les feux de forêt, l'Espagne, et au-delà dans les pays du pourtour méditerranéen, doivent s'attendre à une augmentation de fréquence et de gravité des incendies. De plus, les feux de forêt contribuent eux-mêmes à accentuer le réchauffement car ils augmentent la concentration en dioxyde de carbone dans l'atmosphère.
La forêt méditerranéenne est dotée d'une végétation vigoureuse, caractérisée par des essences pyroclimaciques (dépendant de la présence du feu durant son cycle de reproduction), adaptée aux incendies récurrents. Les incendies répétitifs ont détruit et éliminé les individus les plus faibles. Les espèces méditerranéennes sont donc caractérisées par une stabilité et une adaptabilité à ce type de perturbations. Les feux de forêt y causent des dégâts socioenvironnementaux importants dans un premier temps, via la destruction de la faune et de la flore,la combustion de la biomasse, la détérioration des sols, le réchauffement de l'eau et l'accroissement de la sédimentation, mais à long terme les incendies ont normalement peu d'impacts sur les sols et la végétation (l'impact sur le sol varie selon le régime des incendies, et la végétation n'est modifiée que durant un court moment), à condition que l'intervalle de temps entre les feux soit d'au moins environ 25 ans, et hors d'un climat de sècheresse sévère. Dans ces conditions, après la perturbation, les écosystèmes reprennent leur aspect antérieur.

### Feux de forêt en Australie

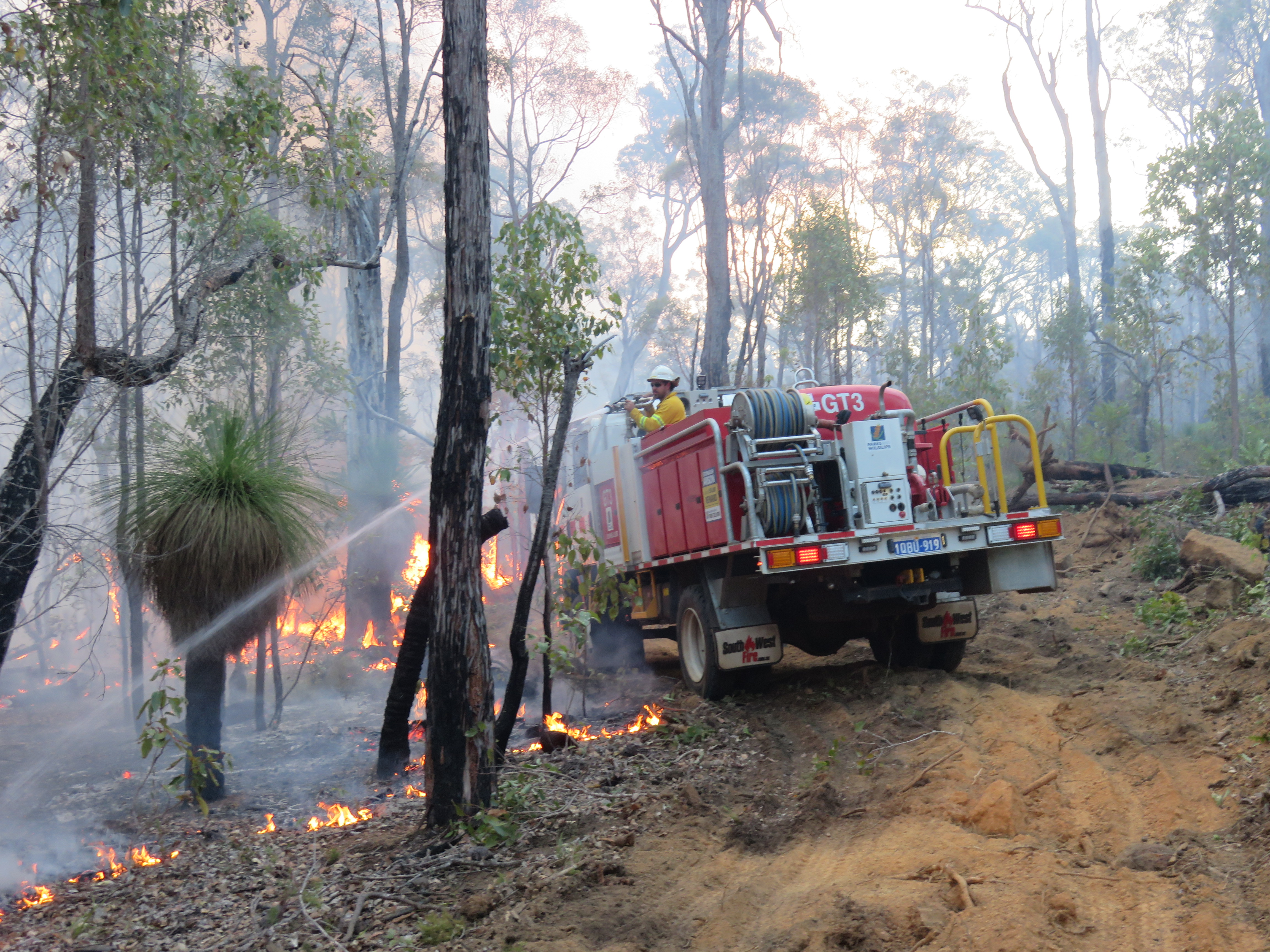
Sapeurs forestiers du Département de l'Environnement et de la Conservation d'Australie-Occidentale procédant au noyage de la lisière d'une ligne de confinement ouverte par un engin de génie forestier pour empêcher toute saute du côté non-brûlé. Topanup Block, Tone State Forest, mars 2015.

Communément appelés « feux de brousse », les incendies de végétation australiens sont réguliers dans le pays, où la saison des feux s'étend de juillet à octobre au nord et de janvier à mars au sud. Entre 2000 et 2012, l'Australie a eu à faire face non seulement à de petits incendies de forêt quasi quotidiens mais également à des méga-feux tels que les « Victorian Alpine Fires » et les « Capital Territory Fires » en 2003, le « Wangary Fire » en 2005 ou encore les « Victorian Great Divide Fires » de 2007. Cependant, les plus marquants et les plus lourds de conséquences restent sans doute les « Black Saturday Fires » qui, durant le caniculaire été de 2009, détruisaient 430 000 hectares de forêts du sud-est australien, rejetaient 8,5 millions de tonnes de dioxyde de carbone et faisaient 173 morts, le plus accablant tribut civil jamais porté par la population australienne en temps de paix. Les feux de brousse de 2019-2020 figurent parmi les plus importants de l'histoire du pays.

## Sylviculture, reboisement, écologie du paysage
Les feux naturels de forêt font partie de la dynamique naturelle des forêts périodiquement sèches, tropicales, boréales et méditerranéennes : de nombreuses plantes s'y sont adaptées, certaines ont même besoin du feu pour vivre. Cependant, ils causent d'importantes pertes et dommages économiques, humaines et écologiques. Leurs trop grandes fréquence et intensité appauvrit les sols et modifient irréversiblement l'état biologique caractéristique de ces forêts.
Les feux d'origine anthropique sont de plus en plus fréquents et touchent des habitats et une faune et flore rendus plus vulnérables par la fragmentation écologique des forêts et des paysages liée aux implantations humaines qui limite la recolonisation naturelle des espaces touchés par le feu. La régénération naturelle est freinée et appauvrie par le fractionnement des habitats. La recolonisation par les espèces est alors partielle : la biodiversité des zones diminue avec le risque d'extinction de certaines espèces (comme la tortue d'Hermann en Europe).
Ce fractionnement des habitats prend plusieurs formes (autoroutes, nouvelles habitations…), mais les causes en sont presque toujours les mêmes, l'étalement urbain (autour de Toulon par exemple) : le développement des résidences secondaires et du tourisme nécessite infrastructures et terrains, donc il y a artificialisation des terres, fractionnement de l'habitat et multiplication des zones sensibles aux feux.
Les causes des incendies sont diverses, elles vont des systèmes de freinage des trains au mégots jetés négligemment de la fenêtre d'une voiture en passant par les barbecues sauvages et surtout les incendiaires.
Une autre cause prend une importance croissante : le dérèglement climatique, qui aggrave les sécheresses propices aux grands incendies et perturbe le cycle des précipitations/

### Essences impliquées dans les incendies
Elles varient selon les pays, les saisons, le sol et le pourcentage de ligneux hauts.
Certaines essences brûlant facilement et diffusant les feux sont dites pyrophiles. Ce sont souvent des essences à croissance rapide telles que le pin sylvestre et l'eucalyptus, mais aussi la bruyère, ou le ciste de Montpellier en zone tempérée et/ou méditerranéenne. Ils ont une faible capacité à capter l'eau profonde, et des caractéristiques physiologiques (résine, essences inflammables).
Il existe inversement des essences résistant mieux aux incendies, dites pyrorésistantes. Ce sont par exemple la bruyère arborescente, le pin d'Alep, le chêne vert, le châtaignier ou le chêne-liège.
La responsabilité comparée des feuillus et résineux est discutée, car si en laboratoire les bois résineux semblent moins propager le feu que le chêne par exemple, ceci ne semble pas toujours se vérifier dans la nature. Divers facteurs externes à l'arbre et à l'essence sont à considérer ;
En zone méditerranéenne, l'olivier qui brûle mal est réputé faire un bon coupe-feu et freiner les incendies.
Les coupures agricoles, dont vignes, vergers, prairies et cultures sont réputés pouvoir bloquer ou freiner les feux de forêt, mais leurs impacts différés dans l'espace et à long terme via le drainage et de l'appel d'eau pour leur irrigation sont encore mal mesurés. Il semble que le bocage brûlait et brûle rarement, même quand il s'agit d'arbres plantés sur talus, peut-être parce qu'il favorise une meilleure rétention de l'eau sur la parcelle lors des pluies.
La généralisation de monocultures équiennes (d'une même classe d'âge) d'Eucalyptus ou de résineux semble avoir favorisé les feux de forêt, surtout sur des sols pauvres et en pente, sur des substrats drainants (sable) et/ou préalablement drainés (exemple : Landes en France).
Une biodiversité naturellement élevée semble améliorer la capacité des sols et de l'écosystème forestier à utiliser l'eau et à l'exploiter à différentes profondeur, y compris sous forme de rosée ou condensats de brume, comme à l'ouest du Pérou où il ne pleut parfois jamais durant l'année, mais où la brume présente presque chaque matin ruisselle sur les troncs, au point que les premiers explorateurs espagnols ont nommé certains arbres « arbres à pluie ». Dans les zones où la brume est fréquente, bien des essences (et leurs épiphytes) captent efficacement « la pluie horizontale » ; ou plus exactement, elles condensent sur leurs feuilles, branches et troncs la vapeur d'eau apportée de la mer, ou par les brumes. Jusqu'à 1 000 mm/an dans la forêt pluvieuse de lauriers du parc de Garajonay de l'île de La Gomera aux îles Canaries). Cette eau qui ruisselle le long des troncs ne crée pas d'érosion au sol, et elle favorise la création d'un humus riche et capable de la stocker.
Sur la ceinture équatoriale, zone qui reçoit le plus de rayonnement solaire, de Bornéo à l'Amazonie, il semble que les milliards de spores et certaines molécules émises par les arbres tropicaux et leurs épiphytes (mousses, fougères, lichens notamment…) contribuent aussi à nucléer, condenser et alourdir les gouttes d'eau qui forment alors des gouttes de rosée, pluie ou ruissellement de condensation, permettant de récupérer une part importante de l'eau évapotranspirée par les arbres.
Les forêts tempérées biodiversifiées non exploitées produisent également un humus plus riche et épais que celui des forêts cultivées, plus riche en mycéliums et en une microfaune plus diversifiée. Les essences s'y complètent les unes les autres pour une prospection améliorée de l'eau dans tous les compartiments de l'écosystème et à tous les niveaux du sous sol accessible aux racines, grâce notamment à leurs champignons symbiotes et mycorhisateurs. La biodiversité semble aussi permettre une meilleure résilience écologique, limitant le risque de retour rapide d'incendie. Des animaux défoliateurs (chenilles défoliatrices, criquet pèlerin, etc. voire des insectes affaiblissant puis tuant les arbres affaiblis par le stress hydrique (ex. : scolyte) pourraient aussi en période de longue ou grave sècheresse jouer un rôle en freinant ou bloquant l'évapotranspiration des arbres, et donc en protégeant la ressource en eau du sol.
La diversité des essences forestières diminue naturellement et drastiquement dans les milieux extrêmes (circumpolaires, forêts d'altitudes et subsahariennes, c'est alors la diversité génétique au sein des populations d'arbres qui pourrait alors avoir une certaine importance, de même que leurs interactions avec d'autres espèces influant sur le contrôle de l'eau).
Lorsque le milieu est sec et qu'un incendie est lancé, il ne semble pas y avoir d'essences ou de variétés génétiquement plus adaptées qui puisse atténuer la puissance du feu. Ce sont alors la nature et la structure (horizontale et verticale) de la forêt et de ses lisières, et la nature des coupures qu'il faut considérer pour leur rôle majeur. Certaines coupures ont un rôle véritable de coupe-feu, mais peuvent paradoxalement si elles sont mal conçues ou mal positionnées avoir un impact déshydratant ou dans certains cas attiser les flammes par un effet de conduction du vent.

### Régénération de la forêt

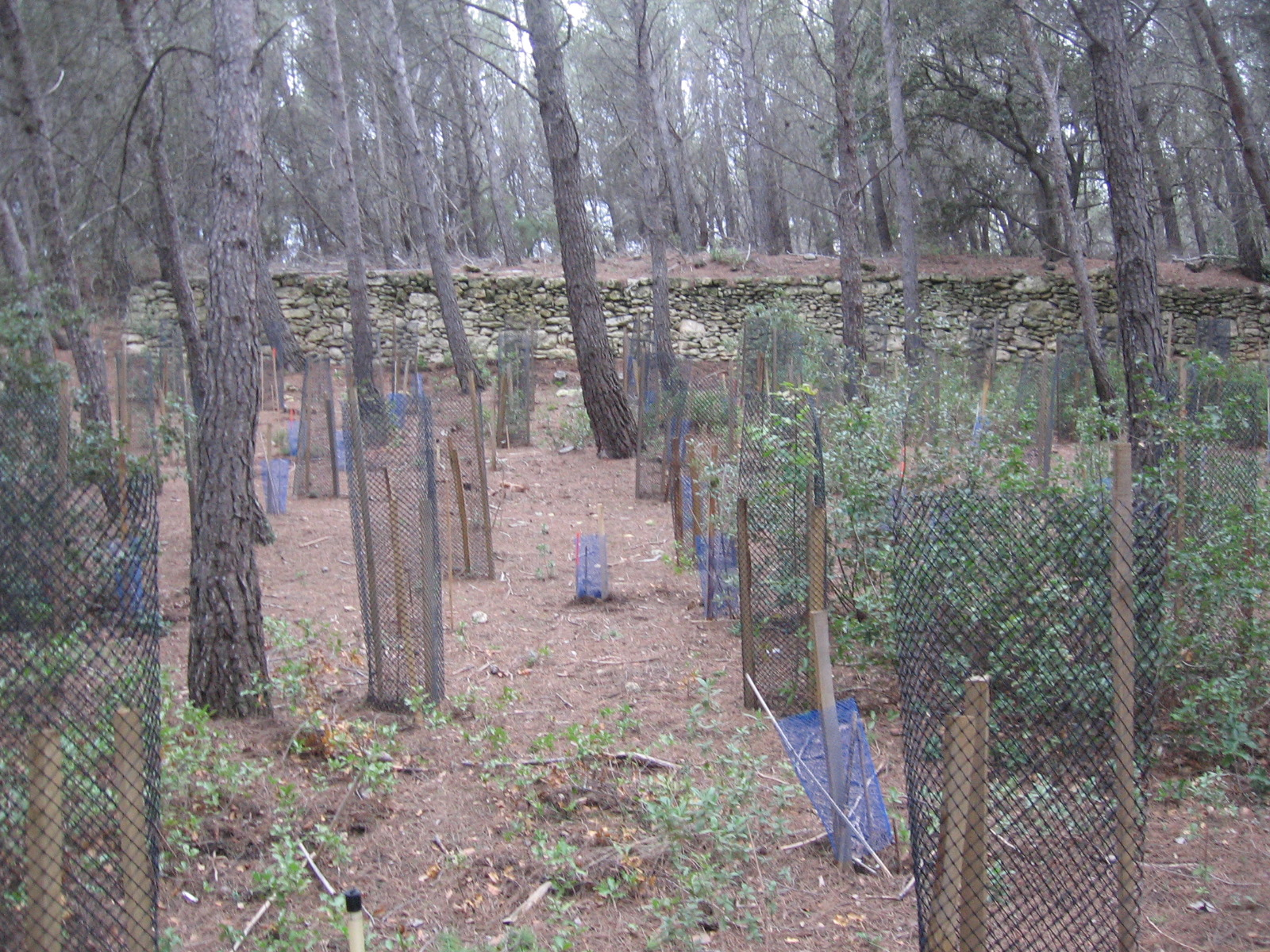
Pour restaurer la biodiversité dans les forêts incendiées, des essais de plantation et de semis sous le couvert de pins et d'arbustes sont mis en œuvre dans la forêt de Saint-Mitre-les-Remparts (13). Entre 2007 et 2009, 1600 plants de feuillus (frênes, caroubiers, arbousiers, sorbiers et pistachiers) ont été introduits et 4000 glands (chênes verts et blancs) semés. Les résultats acquis par les chercheurs d'Irstea sont encourageants.

En zone tropicale humide et en zone tempérée, face à des feux naturels et peu fréquents la forêt dispose de capacités de résilience écologique suffisante pour reconstituer un couvert végétal protégeant le sol en quelques semaines à quelques mois et l'ambiance forestière est généralement rétablie en une quinzaine d'années. Il faut cependant quelques décennies à plusieurs siècles si l'incendie était très important ou si les feux se succèdent trop vite. La forêt peut même disparaître en cédant la place à une savane ou au désert.
En zone méditerranéenne, les incendies ont par endroits supprimé la forêt, alors remplacée par des arbustes, le maquis ou des herbacées. Il faudrait des siècles pour que la forêt et sa diversité se reconstituent entièrement naturellement. Actuellement, seuls le pin d'Alep et le chêne-liège repoussent sur les terrains incendiés. Cependant l'action conjuguée des feux et des sècheresses pourraient nuire aux peuplements de ces deux espèces emblématiques,. Des études scientifiques et des essais expérimentaux, notamment à Saint-Mitre-les-Remparts (13), sont menés afin de déterminer les conditions d'intégration de plants de feuillus pour régénérer de la biodiversité et rendre la forêt méditerranéenne plus résiliente.
La diversité biologique antérieure et périphérique est un facteur de résilience. Par exemple, les coléoptères saproxylophages et en particulier le longicorne noir au Canada contribuent à la régénération des forêts résineuses qui ont brûlé, grâce à ses déjections qui réapprovisionnent le sol en nutriments utiles à l'activité microbienne et fongique, lesquelles dopent la régénération naturelle. Supprimer le bois-mort des forêts en pensant que cela limite les incendies pourrait donc être une fausse bonne solution. Tyler Cobb (Université d'Alberta recommande même d'en laisser volontairement dans les forêts pour nourrir les invertébrés qui entretiennent les sols forestiers en les rendant capables de mieux conserver l'eau, et les rendent plus résilients face aux incendies.
Quelques types d'habitats dépendent d'incendies pour se maintenir et conserver leur biodiversité : c'est le cas notamment des forêts de pin des marais du Sud-Est des États-Unis, qui ne se régénèrent pleinement qu'en présence de feux de forêt assez réguliers, sans lesquels des feuillus peu résistants aux incendies mais très bons compétiteurs prennent le dessus. Des feux de forêt réguliers et contrôlés y sont allumés, dans des conditions particulières de température, vent et humidité, afin de pouvoir les maîtriser et de ne pas indisposer ou mettre en danger les habitations alentour.
Dans le cas de régions très habituées aux incendies telles que l'Australie, des végétaux ont développé des capacités de résistance élevées aux feux, voire une dépendance aux feux, qui permettent la reproduction de certaines espèces végétales dites pyrophytes ou pyrophiles. C'est par exemple le cas de l'Eucalyptus qui favorise les départs de feu en produisant des vapeurs inflammables,.

### Prospective

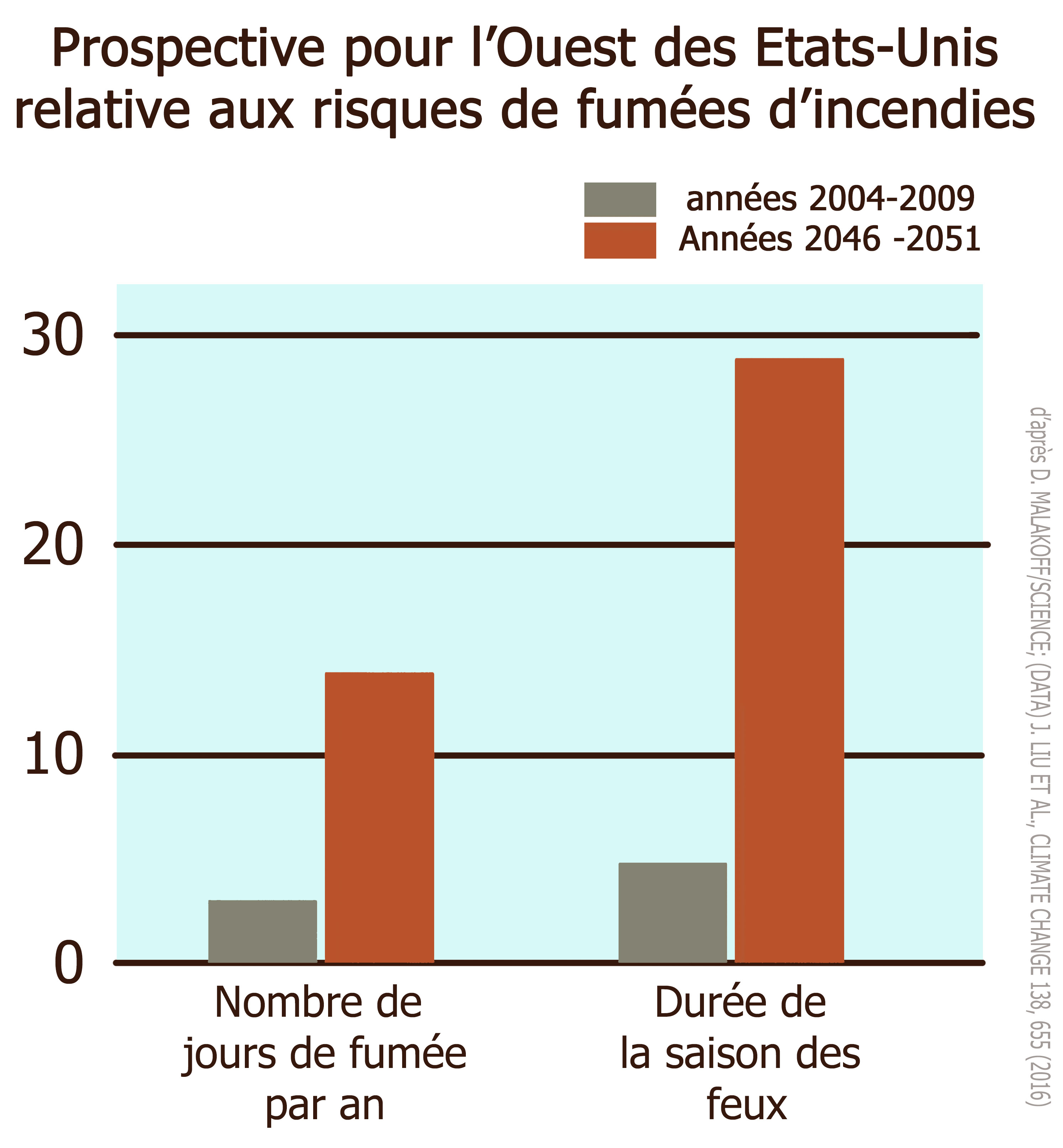
Modélisation du risque d'exposition aux fumées de feux de forêt dans l'Ouest des États-Unis. Évolution prévue des temps d'exposition moyens en nombre de jours par an, et de la durée moyenne de la "saison des feux") entre le début et le milieu du XXIe siècle. Les moyens de combattre les feux s'améliorent mais le risque (et sans doute les coûts de lutte contre le feu) augmenteront très probablement, ainsi que les problèmes de santé et de pollution induits par les fumées durant le XXIe siècle

L'ONU et la FAO estiment que le risque d'incendie ira croissant, dans un contexte de réchauffement climatique aggravé par le drainage et l'artificialisation des forêts et tourbières. La FAO invite en particulier les États à développer de nouvelles stratégies de gestion pour prévenir et lutter contre les « méga-incendies de forêt. "Parmi tous les feux de forêt, les méga-incendies sont les plus coûteux, les plus destructifs, et les plus préjudiciables" » et ils « remettent en question l'efficacité des stratégies conventionnelles de protection de la forêt ». L'incendie australien du « Samedi noir » a en 2009 tué 173 personnes et rasé plusieurs villes. En Russie en 2010 32 000 foyers d'incendies ont été détectés et le feu a tué 62 personnes et détruit 2,3 millions d'hectares. En zone tropicale les méga-feux proviennent souvent du défrichage de terres à des fins agricoles, or en 2011, les perspectives démographiques de nombreux pays tropicaux pour 2030, 2050 et 2100 ont été revues à la hausse par l'ONU. Ces « méga-feux, pour la plupart imputables à l'homme, seraient exacerbés par le changement climatique, mais nous soupçonnons désormais qu'ils puissent constituer aussi un cercle vicieux qui accélère le réchauffement de la planète ». Plus largement, l'ONU invite tous les pays à mieux se préparer à toutes les catastrophes naturelles.
Après le livre vert de la Commission européenne sur l'impact du changement climatique, en 2011, le  Parlement européen a recommandé la mise en place d'une règlementation européenne pour améliorer la prévention et gestion des feux de forêts. Le 1er mars 2010, la Commission Européenne a aussi adopté un livre vert « Protection des forêts et information en Europe : préparer les forêts au changement climatique ».
En France, les scénarios climatiques annoncent tous une remontée vers le nord des zones à risques ; ainsi dès 2040, le Poitou-Charentes, les Pays de la Loire, le Centre, la Bretagne et le Nord de la région Midi-Pyrénées seront probablement touchés par des feux de forêt. D'environ 5,5 millions d'ha à risque en 1989-2008, la France métropolitaine pourrait passer à 7 millions d'ha avant 2040.
Des forêts brûlent alors qu'elles sont ou étaient des puits de carbone et protégeaient aussi contre d'autres catastrophes (érosion, coulées de boue...). Dans une boucle de rétroaction positive, ces feux contribuent probablement à entretenir le réchauffement qui lui-même aggrave le risque "Incendie de forêt".
Dans les forêts boréales, telles que celles qui sont présentes au Canada, on estime que les changements climatiques vont accentuer la vulnérabilité des forêts aux incendies. En effet, on estime que les émissions de gaz à effet de serre qui proviennent de tous les incendies au Canada augmentent d'environ 162 Tg d'équivalent CO2 par an.

## Législation
Dans certaines forêts à risque, les feux peuvent être interdits toute ou une partie de l'année, de même que les feux d'artifice dans le boisement et à ses abords :
- dans les forêts de guerre et autres zones contenant des munitions non explosées, les feux sont généralement interdits toute l'année (par exemple dans la forêt de Verdun en France) ;
- de nombreux pays ont une législation interdisant ou règlementant le brûlage des déchets à l'air libre (y compris agricoles et forestiers dans certains cas), autant parce que certains de ces brûlages ont été à l'origine de pollutions graves et persistantes (dioxines, PCB, furanes, métaux lourds, etc.), que pour protéger les milieux ;
- dans certains milieux naturels protégés et gérés pour la biodiversité, un règlement peut imposer le brûlage des végétaux coupés sur tôle avant exportation hors du site (pour que les cendres n'enrichissent pas le sol en y favorisant une eutrophisation ou dystrophisation défavorable à la diversité écologique.

### Filmographie
- 2017 : Granite Mountain de Joseph Kosinski